# 巴约讷
巴约讷（法語：Bayonne，發音：[bajɔn] ⓘ），法国西南部城市，新阿基坦大区大西洋比利牛斯省的一个市镇，同时也是该省的一个副省会，下辖巴约讷区，其市镇面积为21.7平方公里，2022年1月1日时人口数量为53,312人，是该省人口第二多的市镇，仅次于省会波城、在法国城市中排名第124位。
巴约讷位于大西洋比利牛斯省西部，阿杜尔河与尼夫河交汇处，北侧与朗德省接壤，是法国西南部重要的经济、文化、医疗中心和交通枢纽。巴约讷与相邻的昂格莱特和比亚里茨两地组成了一个人口超过10万的大型城市群，该区域有工业园区、高等教育机构、港口及国际机场等设施；同时，巴约讷还和相邻的157个市镇共同组成了巴斯克地区城市圈公共社区，成为法国除巴黎地区以外面积最大的市镇公共合作组织。
巴约讷是法国艺术与历史之城，是法国巴斯克地区的首府，历史上长期为重要的边防城市，当地有大型的城塞遗址。巴约讷因火腿、狂欢节以及橄榄球而闻名，美国作家海明威的小说《太阳照常升起》即以巴约讷地区作为背景。1968年诺贝尔和平奖获得者勒内·卡森和法国国家足球队主教练迪迪埃·德尚出生于巴约讷。

## 地名来源
“巴约讷”一名来源于巴斯克语，写作“Baiona”，最初于1063年被记载。自2000年3月30日起，“Baiona”正式被收录为巴约讷的巴斯克语官方名称，在国际场合使用。
17世紀宗教战争时期，当地的農民將小刀插入來福槍槍口內，用以襲擊异教徒，后“軍用刺刀”一词在多个语言中均以出現地巴约讷命名（法語：Baïonnette）。

## 历史

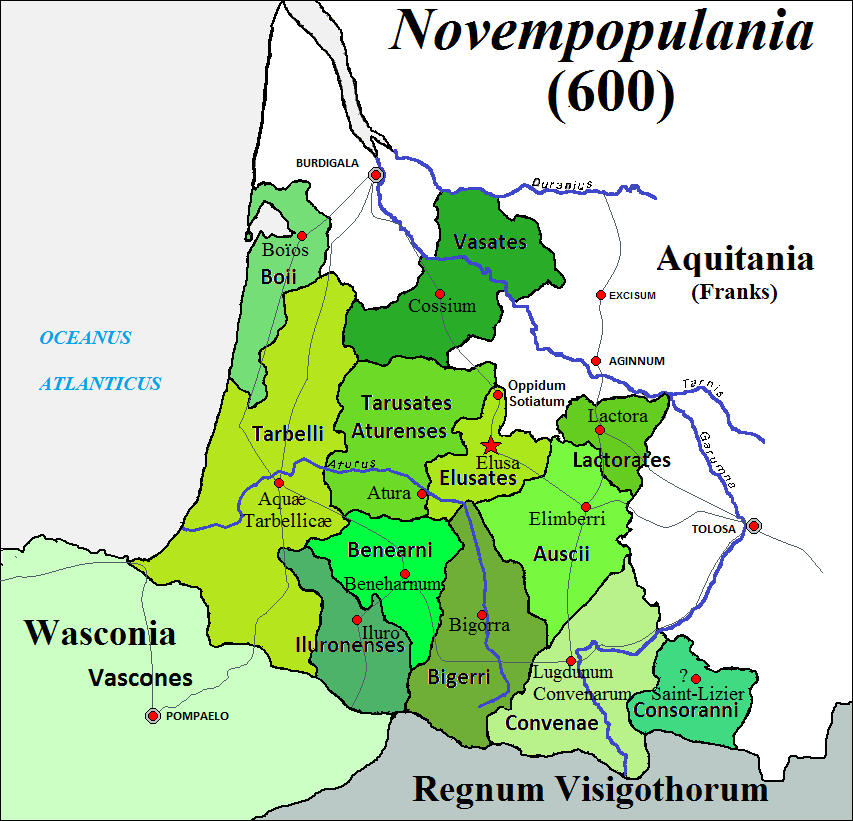
诺文波普拉尼亚地图

### 古典时期
巴约讷地区发掘有旧石器时代中期的人类活动痕迹，其中最大的一处发掘于巴约讷附近的圣皮埃尔迪吕布境内。根据历史及水文学家的推断，在公元3000年以前，阿杜尔河与尼夫河的交汇处宽约一千二百米，远比现代宽阔，其河口被称为“巴约讷海”（Mer de Bayonne），其交汇点大致位于今小巴约讷街区（Petit Bayonne）内的新堡（Bourg Neuf）遗址。由此，巴约讷所在地有重要的战略地位，以至于史学家推断这一地区可能一直有人居住。
高卢时期，巴约讷地区为塔贝尔人的活动范围，并逐渐发展成为其部落内第二大的城市，仅次于首府阿夸埃塔贝利卡埃（今达克斯）。罗马人入侵后，巴约讷被改建为拉普尔杜姆（Lapurdum），成为诺文波普拉尼亚的一部分。根据史学家欧仁·戈耶内什的推断，彼时已成为巴约讷的城市名称，而则更多是对其周边区域的称呼。彼时，一条沿大西洋沿岸延伸的道路由此通过，关于巴约讷的城市规模，各史学家说法不一，欧仁·戈耶内什认为其城市面积在6至9公顷之间，而另一位史学家热拉尔·库隆则认为其面积可达10公顷。

### 中世纪

拉布尔的徽章

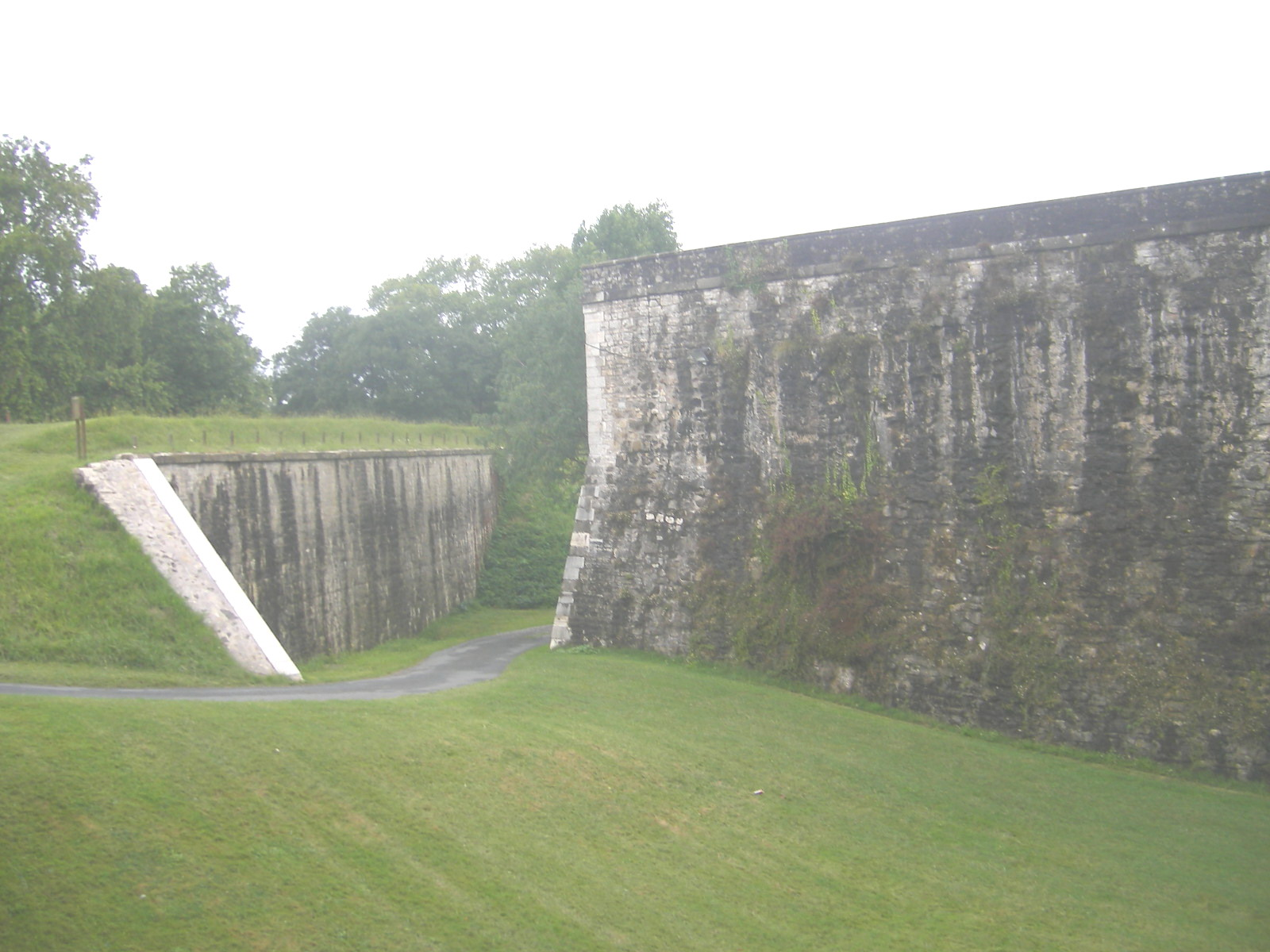
巴约讷城塞遗址

中世纪初期，巴约讷所处的巴斯克及阿基坦地区多次受到蛮族及海盗的入侵。公元9世纪时，诺曼人两次占领阿杜尔河口地区，除此之外，关于巴约讷城市的发展缺乏相关记载，包括其同名天主教区的建立历史亦众说纷纭，一些史学家认为其彼时为隶属于巴扎斯教区，中世纪中期以后才独立。
1023年，巴约讷成为拉布尔的首府，同时也是一个子爵的都城。1056年，巴扎斯主教年轻的雷蒙二世（Raymond II le Jeune）在巴约讷主持修建了一处教堂，尽管具体日期不详，但这成为巴约讷中世纪中期最初的确切事件记载。1130年，阿基坦的埃莉诺与亨利二世联姻，使得巴约讷及所属的阿基坦地区成为金雀花王室领地。自1152年起，巴约讷成为巴斯克重要的商业港口，葡萄酒、香肠及菘蓝等物资在巴约讷港进行装运，前往英格兰，此后的近三个世纪内，当地经济得到快速发展，被称为“黄金年代”（l'Âge d'Or）。12世纪中期，理查一世将巴约讷改建成为一处军事港口，拉布尔的首府迁至于斯塔里茨。13世纪后，巴约讷城市逐渐扩张，道明会和科德利埃会先后于1225年和1247年在巴约讷出现。1451年8月20日，奥尔良公爵让·德·迪努瓦在没有大规模冲突的情况下夺回巴约讷，之后，巴约讷主教拉塞格的阿尔诺的加尔西亚三世（Garcias III Arnaud de Lasègue）在其回忆录中有如下记载：
|                | 我看到了天空中的皇冠逐渐变成鸢尾花，一支巨大的白色十字架在其上方冉冉升起，那是来自法兰西皇室的光芒。 |
| ——加尔西亚三世 | |

英法百年战争结束后，巴约讷成为吉耶讷的一部分，后被划入加斯科涅。法兰西王室在巴约讷市区建立了牢固的城墙及军事设施，以防御来自西班牙的威胁。1462年，比利牛斯地区爆发加泰罗尼亚内战，阿拉贡国王胡安二世和法兰西国王路易十一签订《巴约讷条约》，阿拉贡的两个伯国：鲁西永和塞尔达涅被转让给了法兰西。

### 16至18世纪

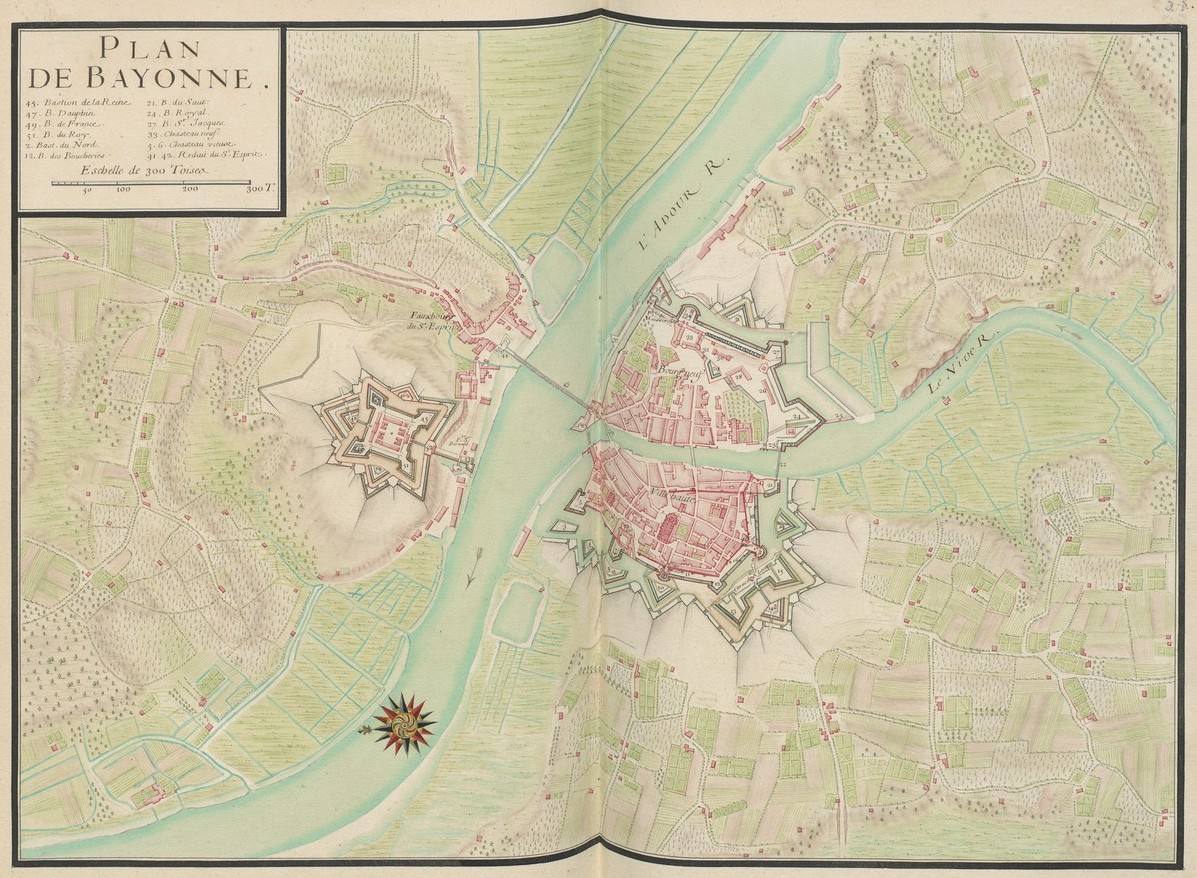
1693年的巴约讷地图

1515年7月，巴约讷遭遇黑死病疫情，直至1527年才基本结束。1565年，腓力二世与凯瑟琳·德·美第奇在巴约讷进行了会晤，以协商解决新教徒崛起对皇室权力的影响。
为减少洪水威胁，增强航运能力，1562年，在查理九世的支持下，阿杜尔河口改道工程被批准，一条连接布科和比斯开湾的直线水道得以修建，最终于1578年完工，至此，巴约讷市区距离入海口的航程由30多公里减少至10公里。
17世纪初，法兰西和西班牙之间发生三十年战争，作为两国交界地区的巴约讷受到了一定的影响。彼时，在楊森主義的影响下，巴约讷地区也存在大量的宗教冲突，当地的农民使用自制的刺刀与异教徒进行斗争，刺刀的法语名称即来源于巴约讷的法语名。1659年，两国签署《比利牛斯條約》，巴约讷恢复了平静。此后，为巩固统治，在军事家沃邦元帅的主持下，巴约讷建成了军事城塞，成为沃邦城塞系统的一部分。
随着新航路开辟以及三角贸易的发展，巴约讷与西班牙、荷兰、安的列斯群島以及纽芬兰岛之间建立了航线，通过商业交易获得了大量的财富，1726年，巴约讷出现了工商会。法国大革命期间，巴约讷被共和派更名为“山港”（Port-de-la-Montagne），后成为下比利牛斯省的一个市镇及副省会。

### 近代

巴约讷会晤（绘画）

1808年7月7日，西班牙国王卡洛斯四世在马拉克城堡内起草了《巴约讷宪法》，成为现代西班牙宪法的前身。1814年初，威灵顿公爵英国与西葡联军在巴约讷与讓·德迪厄·蘇爾特率领的拿破仑帝国军队展开了近三个月的围城战，此后，拿破仑退位。
1857年，位于阿杜尔河右岸的圣埃斯普里从朗德省划至下比利牛斯省，并整体与巴约讷合并，成为圣埃斯普里街区，巴约讷的市镇范围由此扩张至阿杜尔河右岸。
19世纪末，波尔多－伊伦、图卢兹－巴约讷和巴约讷－圣让皮耶德波尔三条铁路相继建成，巴约讷成为重要的铁路枢纽，巴约讷火车站所在的圣埃斯普里街区附近得到开发，出现了大片的居民区。除国铁外，1877年，巴约讷出现了巴约讷－昂格莱特－比亚里茨铁路，成为了当地的地方铁路系统；1888年，巴约讷又建成了有轨电车系统。

### 现代

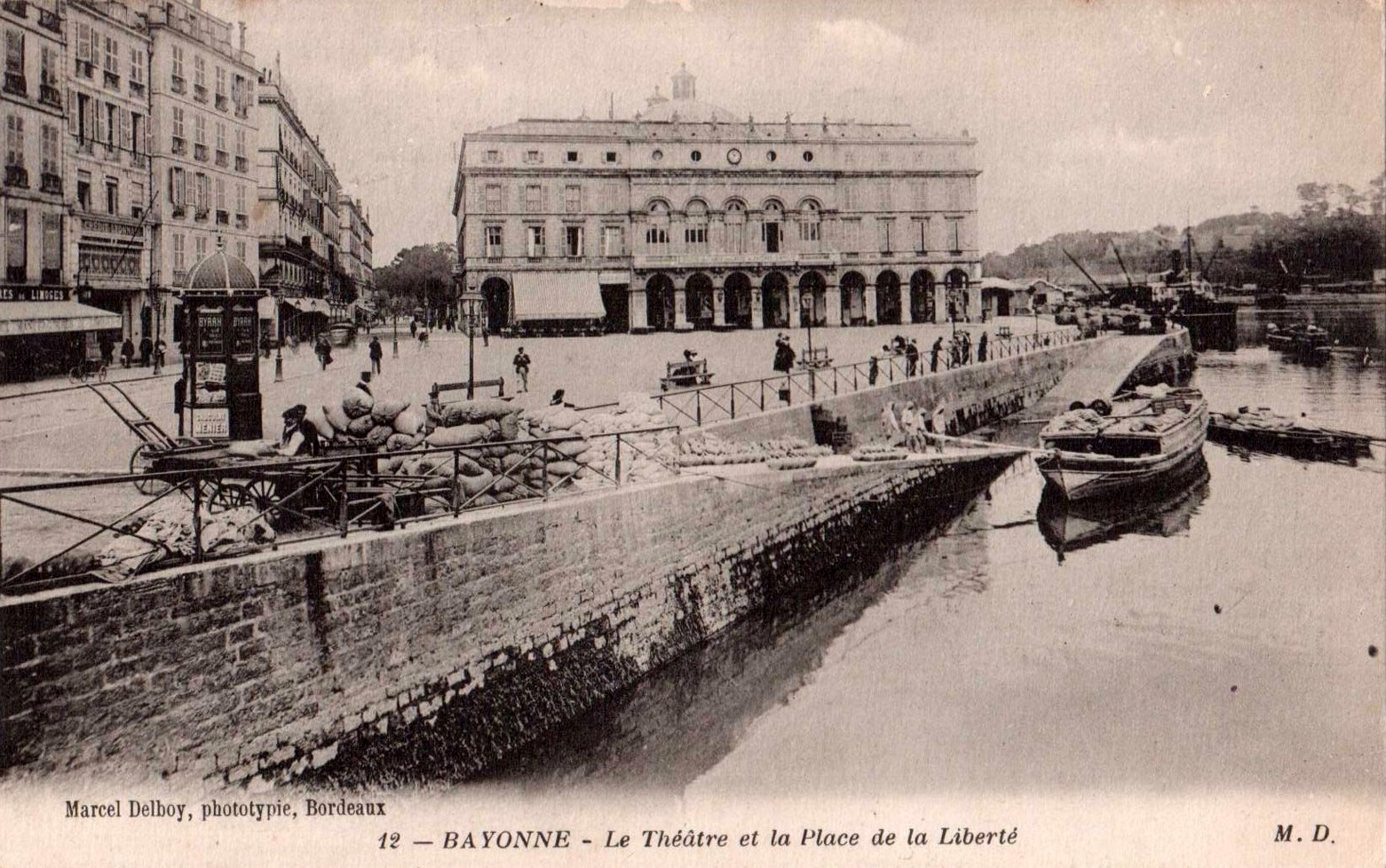
20世纪初的巴约讷大剧场

1933年底，居斯塔夫·蒂西耶（Gustave Tissier）在选举巴约讷区区长时贿赂巴约讷信用社主席亚历山大·斯塔维斯基（Alexandre Stavisky），后被揭发，引起斯塔维斯基事件，成为当时法国重要的政治丑闻，当时的法国总理卡米耶·肖当被迫辞职，并引发了全国性的大游行。
第二次世界大战期间，巴约讷被维希法国控制，于1940年6月27日被親衛隊第3師占领，后于1944年8月23日被联军解放。二战后，随着私人汽车的发展，巴约讷地方铁路和有轨电车相继停运，被城市公共汽车代替。20世纪50年代末，巴约讷市区北部开始建设，大巴斯克（Grand Basque）、桑松坦（Sainsontin）等地被开发成为现代街区，当地的人口数量逐年增加。1990年，巴约讷火车站首次开行高速列车。2013年3月，横跨阿杜尔河的夏尔-瓦扬大桥建成通车，成为的当地的现代地标。2019年10月28日，巴约讷发生清真寺袭击事件，当地的极右翼分子克洛德·辛凯（Claude Sinké）宣布对此负责。2020年7月5日，巴约讷发生公交司机袭击案件，菲利普·蒙吉约（Philippe Monguillot）在驾驶公交车时被两名乘客侵犯，最终不治身亡，此举引发法国各地公交系统的大罢工及声援游行活动。

## 地理

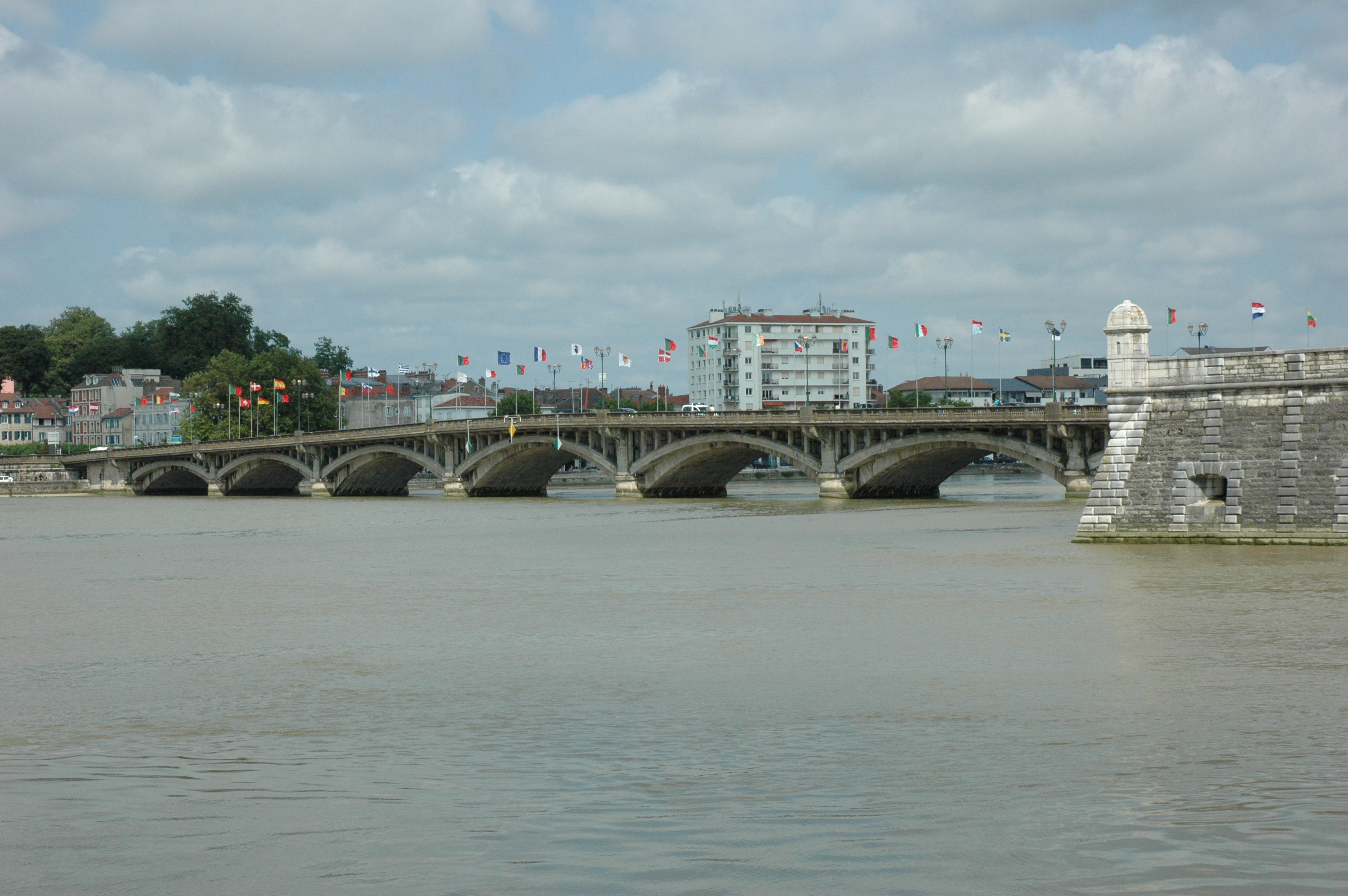
尼夫河与阿杜尔河交汇处

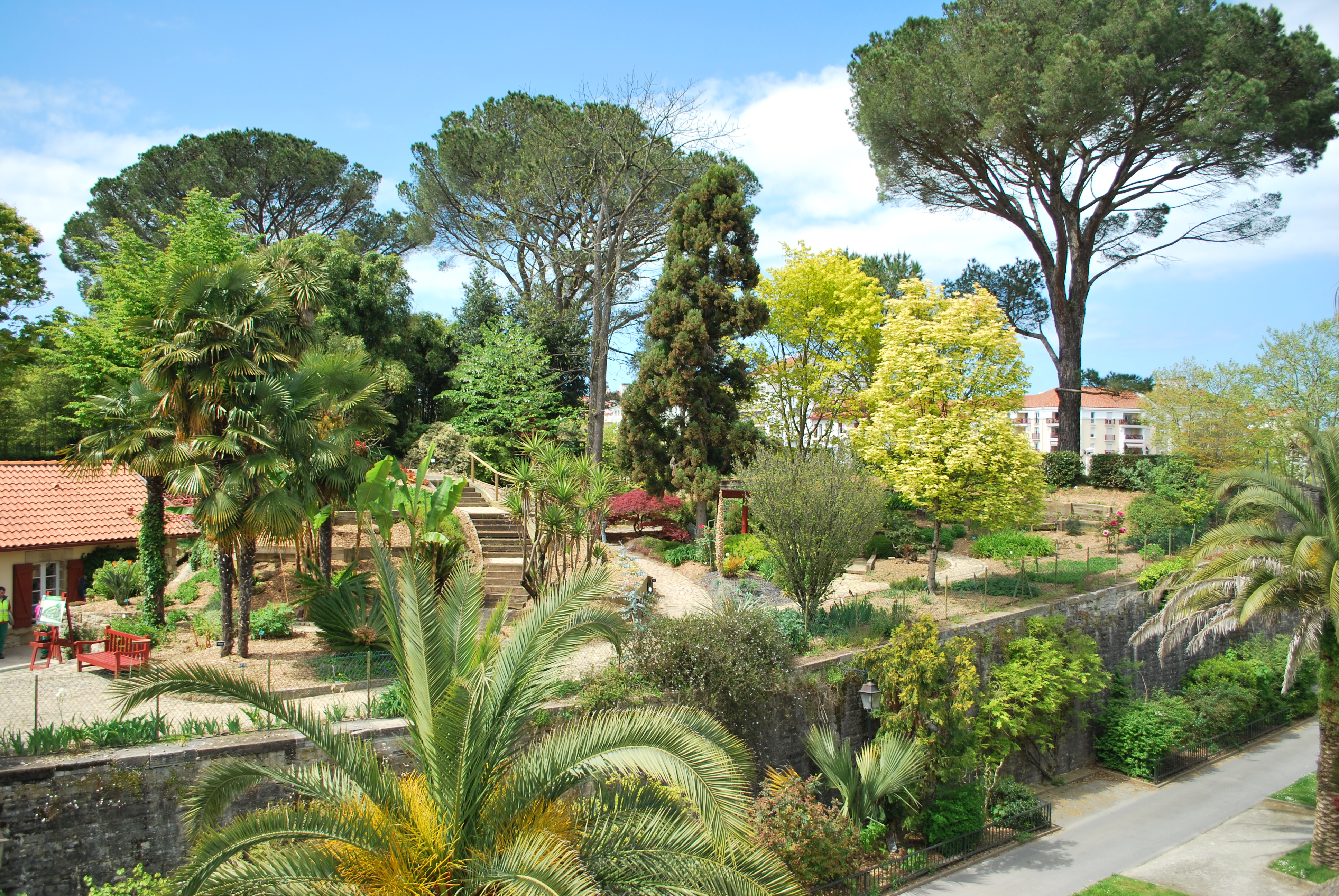
巴约讷植物花园

巴约讷位于法国西南部，新阿基坦大区西南部和大西洋比利牛斯省西部，距离省会波城大约112公里。与巴约讷接壤的市镇包括：布科、塔尔诺斯、昂格莱特、巴叙萨里、拉翁斯、穆盖尔、圣皮埃尔迪吕布、维勒弗朗克。

### 地形
巴约讷位于比利牛斯山西北侧的一处山前丘陵地带，境内以浅丘和平原为主，市中心地势平坦，市区东南侧则有少量起伏，全境海拔在0到55米之间。

### 地质
巴约讷地区位于比利牛斯山的北麓山前沉积带，当地的岩层多为砂岩和砾岩，主要形成于三个不同的年代：北侧为塞尼昂克斯，形成于第四纪，其岩层厚度不超过50米；南侧和东侧为比阿尔特沉积带，厚度略超过塞尼昂克斯，形成于三叠纪；西侧近海部分为海相沉积岩，被称为复理石，形成于白垩纪以前。

### 水文
阿杜尔河自东向西流经巴约讷，在其市区内的平均宽度约300米，因靠近入海口，阿杜尔河巴约讷段在部分时段会出现潮汐现象。阿杜尔河发源自巴涅尔德比戈尔，在位于塔尔诺斯和昂格莱特之间的巴约讷注入大西洋，全长335公里，是法国五大流域以外最长的独立入海的河流。阿杜尔河的左岸支流尼夫河在巴约讷与其交汇。

### 植被
巴约讷属于亚热带常绿阔叶林带，受北大西洋暖流及比利牛斯山焚风现象的共同影响，巴约讷全年气候温暖湿润，冬季气温极少低于0摄氏度，适合大部分亚热带植物生长。当地的林地主要分布于市区南北两侧的丘陵地区，老城区西侧的巴约讷植物花园（Jardin Botanique de Bayonne）则是当地重要的城市绿地。

### 气候
巴约讷在柯本气候分类法中属于温带海洋性气候（Cfb），因其纬度相对较低，故又呈现出一定的亚热带特征，年均气温高于同气候带的高纬度地区。
巴约讷与法国主要城市气候情况对比表（1981年至2010年）
| 城市       | 日照（小时/年） | 降雨（毫米/年） | 降雪（日/年） | 暴风雨（日/年） | 雾天（日/年） |
| ---------- | --------------- | --------------- | ------------- | --------------- | ------------- |
| 巴黎       | 1,661           | 637             | 12            | 18              | 10            |
| 尼斯       | 2,724           | 767             | 1             | 29              | 1             |
| 斯特拉斯堡 | 1,693           | 665             | 29            | 29              | 56            |
| 布雷斯特   | 1,605           | 1,211           | 7             | 12              | 75            |
| 巴约讷     | 1,920           | 1,450           | 2.2           | 35.5            | 28.5          |
| 全国平均   | 1,973           | 770             | 14            | 22              | 40            |

距离巴约讷最近的气象站位于市区西侧6公里外的比亚里茨境内，该气象站建于1929年8月1日，最高气温记录为40.6摄氏度，出现于2013年8月4日；最低气温记录为-12.7摄氏度，出现于1985年1月16日。以下为该气象站的年均气象数据：
| 比亚里茨-昂格莱特 （高度：69m, 1981年–2019年） | 比亚里茨-昂格莱特 （高度：69m, 1981年–2019年） | 比亚里茨-昂格莱特 （高度：69m, 1981年–2019年） | 比亚里茨-昂格莱特 （高度：69m, 1981年–2019年） | 比亚里茨-昂格莱特 （高度：69m, 1981年–2019年） | 比亚里茨-昂格莱特 （高度：69m, 1981年–2019年） | 比亚里茨-昂格莱特 （高度：69m, 1981年–2019年） | 比亚里茨-昂格莱特 （高度：69m, 1981年–2019年） | 比亚里茨-昂格莱特 （高度：69m, 1981年–2019年） | 比亚里茨-昂格莱特 （高度：69m, 1981年–2019年） | 比亚里茨-昂格莱特 （高度：69m, 1981年–2019年） | 比亚里茨-昂格莱特 （高度：69m, 1981年–2019年） | 比亚里茨-昂格莱特 （高度：69m, 1981年–2019年） | 比亚里茨-昂格莱特 （高度：69m, 1981年–2019年） |
| 月份                                           | 1月                                            | 2月                                            | 3月                                            | 4月                                            | 5月                                            | 6月                                            | 7月                                            | 8月                                            | 9月                                            | 10月                                           | 11月                                           | 12月                                           | 全年                                           |
| ---------------------------------------------- | ---------------------------------------------- | ---------------------------------------------- | ---------------------------------------------- | ---------------------------------------------- | ---------------------------------------------- | ---------------------------------------------- | ---------------------------------------------- | ---------------------------------------------- | ---------------------------------------------- | ---------------------------------------------- | ---------------------------------------------- | ---------------------------------------------- | ---------------------------------------------- |
| 历史最高温 °C（°F）                            | 23.4 (74.1)                                    | 28.9 (84.0)                                    | 29.7 (85.5)                                    | 32.1 (89.8)                                    | 34.8 (94.6)                                    | 39.2 (102.6)                                   | 39.8 (103.6)                                   | 40.6 (105.1)                                   | 37.0 (98.6)                                    | 32.2 (90.0)                                    | 27.8 (82.0)                                    | 25.1 (77.2)                                    | 40.6 (105.1)                                   |
| 平均高温 °C（°F）                              | 12.0 (53.6)                                    | 12.8 (55.0)                                    | 15.0 (59.0)                                    | 16.2 (61.2)                                    | 19.6 (67.3)                                    | 22.1 (71.8)                                    | 24.1 (75.4)                                    | 24.7 (76.5)                                    | 23.2 (73.8)                                    | 20.0 (68.0)                                    | 15.1 (59.2)                                    | 12.5 (54.5)                                    | 18.1 (64.6)                                    |
| 日均气温 °C（°F）                              | 8.4 (47.1)                                     | 8.9 (48.0)                                     | 11.0 (51.8)                                    | 12.4 (54.3)                                    | 15.6 (60.1)                                    | 18.3 (64.9)                                    | 20.4 (68.7)                                    | 20.8 (69.4)                                    | 18.8 (65.8)                                    | 16.0 (60.8)                                    | 11.4 (52.5)                                    | 9.0 (48.2)                                     | 14.3 (57.7)                                    |
| 平均低温 °C（°F）                              | 4.8 (40.6)                                     | 5.0 (41.0)                                     | 7.0 (44.6)                                     | 8.5 (47.3)                                     | 11.6 (52.9)                                    | 14.6 (58.3)                                    | 16.7 (62.1)                                    | 17.0 (62.6)                                    | 14.5 (58.1)                                    | 11.9 (53.4)                                    | 7.7 (45.9)                                     | 5.5 (41.9)                                     | 10.4 (50.7)                                    |
| 历史最低温 °C（°F）                            | −12.7 (9.1)                                    | −11.5 (11.3)                                   | −7.2 (19.0)                                    | −1.3 (29.7)                                    | 3.3 (37.9)                                     | 5.3 (41.5)                                     | 9.2 (48.6)                                     | 8.6 (47.5)                                     | 5.3 (41.5)                                     | −0.6 (30.9)                                    | −5.7 (21.7)                                    | −8.9 (16.0)                                    | −12.7 (9.1)                                    |
| 平均降水量 mm（）                              | 128.8 (5.07)                                   | 111.5 (4.39)                                   | 103.5 (4.07)                                   | 129.7 (5.11)                                   | 113.9 (4.48)                                   | 87.8 (3.46)                                    | 69.3 (2.73)                                    | 98.4 (3.87)                                    | 119.6 (4.71)                                   | 152.1 (5.99)                                   | 185.9 (7.32)                                   | 150.4 (5.92)                                   | 1,450.9 (57.12)                                |
| 平均降水天数（≥ 1 mm）                         | 13.4                                           | 12.0                                           | 11.9                                           | 13.6                                           | 12.9                                           | 10.4                                           | 8.8                                            | 9.6                                            | 9.7                                            | 12.5                                           | 13.0                                           | 12.6                                           | 140.5                                          |
| 平均降雪天数                                   | 0.8                                            | 1.0                                            | 0.3                                            | 0.1                                            | 0.0                                            | 0.0                                            | 0.0                                            | 0.0                                            | 0.0                                            | 0.0                                            | 0.3                                            | 0.5                                            | 3.0                                            |
| 平均相對濕度（％）                             | 77                                             | 75                                             | 73                                             | 77                                             | 78                                             | 81                                             | 80                                             | 81                                             | 80                                             | 78                                             | 79                                             | 78                                             | 78.1                                           |
| 月均日照時數                                   | 100.2                                          | 114.1                                          | 164.4                                          | 169.4                                          | 193.7                                          | 203.3                                          | 209.0                                          | 206.8                                          | 192.8                                          | 141.7                                          | 103.8                                          | 88.3                                           | 1,887.3                                        |
| 来源：infoclimat.fr                            |                                                |                                                |                                                |                                                |                                                |                                                |                                                |                                                |                                                |                                                |                                                |                                                |                                                |

## 行政区划
巴约讷是法国新阿基坦大区大西洋比利牛斯省的一个市镇，编号为64102，它也是大西洋比利牛斯省的一个副省会。巴约讷下辖巴约讷区，管理巴约讷第一县、第二县和第三县，同时也是巴斯克地区城市圈公共社区的办公驻地。
法国国家统计与经济研究所（简称）在进行数据统计时，将巴约讷及相邻的另外26个市镇设为巴约讷城市核心区，并将包括核心区在内的周边共60个市镇划为巴约讷城市区。同时，还将巴约讷市镇分为了18个“块区”（IRIS），以便于统计人口分布情况。
| 巴约讷街区地图 | 巴约讷街区地图 | 巴约讷街区地图      | 巴约讷街区地图 | 巴约讷街区地图 | 巴约讷街区地图 | 巴约讷街区地图 |
| --- | -------------- | ------------------- | -------------- | -------------- | -------------- | -------------- |
| ① ② ③ ④ ⑤ 圣莱昂-迈尼翁 贝里斯- · 圣阿芒 穆塞罗勒 圣弗雷德里克 圣埃斯普里 城塞 圣贝尔纳-马特拉 圣艾蒂安- · 阿鲁塞 圣莱昂- · 马拉克 圣莱昂- · 圣克鲁 斗兽场- · 拉舍帕耶 上圣十字 圣十字- · 大巴斯克 ① = 市中心-市政厅 ② = 小巴约讷 ③ = 斗兽场-海滨街 ④ = 讲堂-蓬托 ⑤ = 贝里斯-波洛 |                |                     |                |                |                |                |
| 街区名称* | 街区原名       | 人口数量 （2012年） |                |                |                |                |
| 市中心-市政厅 |                | 3,976               |                |                |                |                |
| 小巴约讷 |                | 2,414               |                |                |                |                |
| 穆塞罗勒 |                | 2,848               |                |                |                |                |
| 城塞 |                | 2,240               |                |                |                |                |
| 圣埃斯普里 |                | 5,361               |                |                |                |                |
| 圣弗雷德里克 |                | 92                  |                |                |                |                |
| 上圣十字 |                | 3,704               |                |                |                |                |
| 圣十字-大巴斯克 |                | 2,536               |                |                |                |                |
| 圣贝尔纳-马特拉 |                | 3,389               |                |                |                |                |
| 圣艾蒂安-阿鲁塞 |                | 4,548               |                |                |                |                |
| 斗兽场-海滨街 |                | 2,524               |                |                |                |                |
| 斗兽场-拉舍帕耶 |                | 2,382               |                |                |                |                |
| 讲堂-蓬托 |                | 1                   |                |                |                |                |
| 贝里斯-圣阿芒 |                | 1,976               |                |                |                |                |
| 贝里斯-波洛 |                | 1,630               |                |                |                |                |
| 圣莱昂-圣克鲁 |                | 2,091               |                |                |                |                |
| 圣莱昂-马拉克 |                | 1,900               |                |                |                |                |
| 圣莱昂-迈尼翁 |                | 2,241               |                |                |                |                |
| *中文名称非官方正式翻译，仅供参考 |                |                     |                |                |                |                |

## 交通

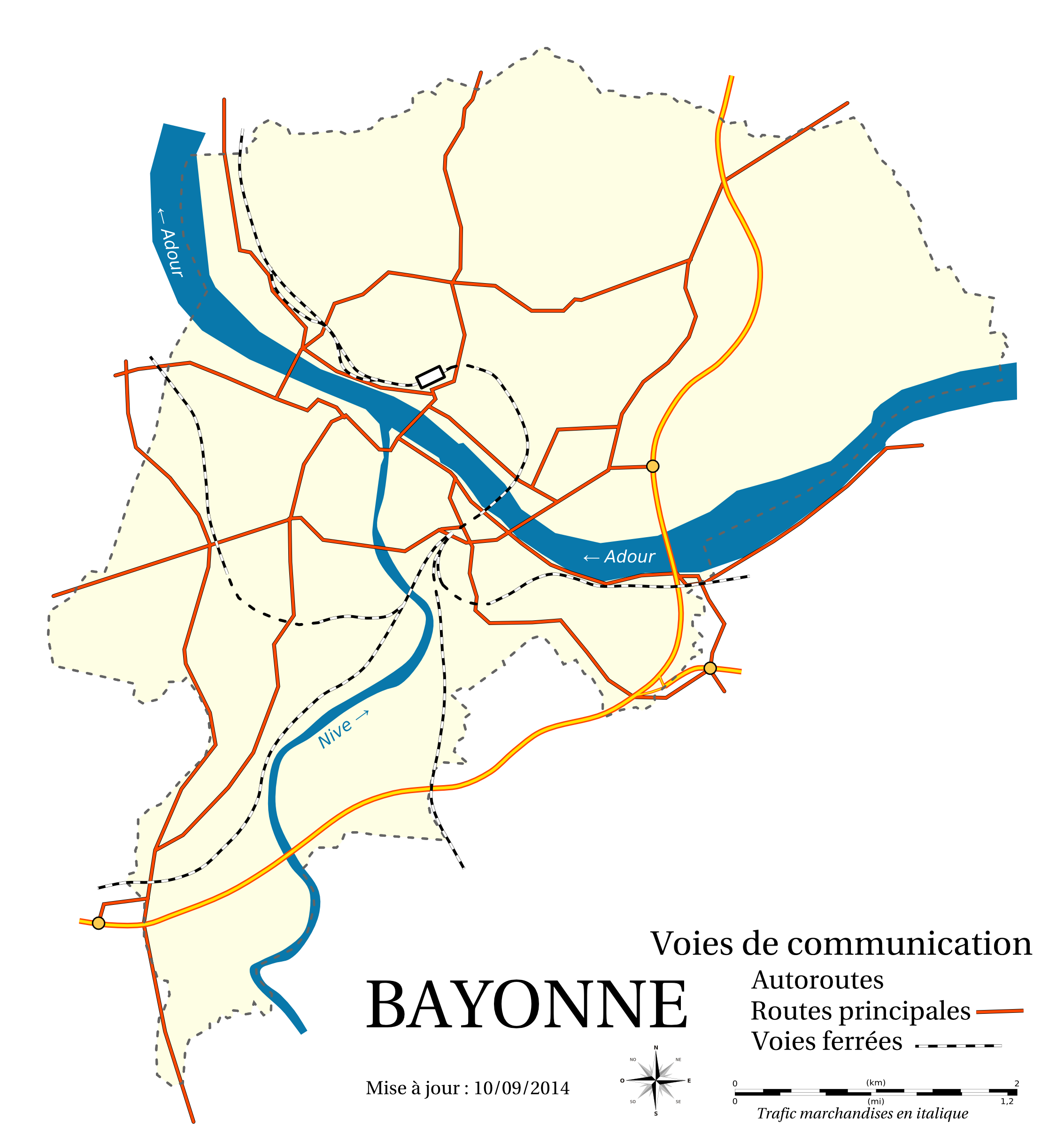
巴约讷交通线地图

### 公路
巴约讷是巴斯克地区的公路枢纽，是沿大西洋沿岸由法国前往西班牙方向的必经之路，A63和A64两条高速公路在巴约讷市区东南部交汇，另有多条大西洋比利牛斯省省道经过巴约讷境内。
巴斯克地区城际客运开行由巴约讷前往周边主要市镇的巴士线路；朗德省城际客运下属的7号线和26号线经过巴约讷，可分别前往达克斯和圣马丁德安克斯。此外巴约讷也是重要的国际长途汽车中转站，由法国各地前往马德里及葡萄牙方向的长途巴士大部分都会停靠巴约讷，汽车站位于巴约讷火车站西侧，是一个开放式的大型公路客运枢纽。
巴约讷地区的公路交通由多个部门管理，其中巴约讷市政府负责其市镇范围内的机动车停放事务，当地共有6处地下停车场、13处露天停车场和1,667个沿街停车位；其所在的城市圈公共社区则负责道路建设改造及公交车辆管理等事务。2017年，70.2%的巴约讷家庭拥有至少一辆的私人汽车；2018年，巴约讷境内共发生各类交通事故78起，造成2人遇难，86人受伤。

### 铁路

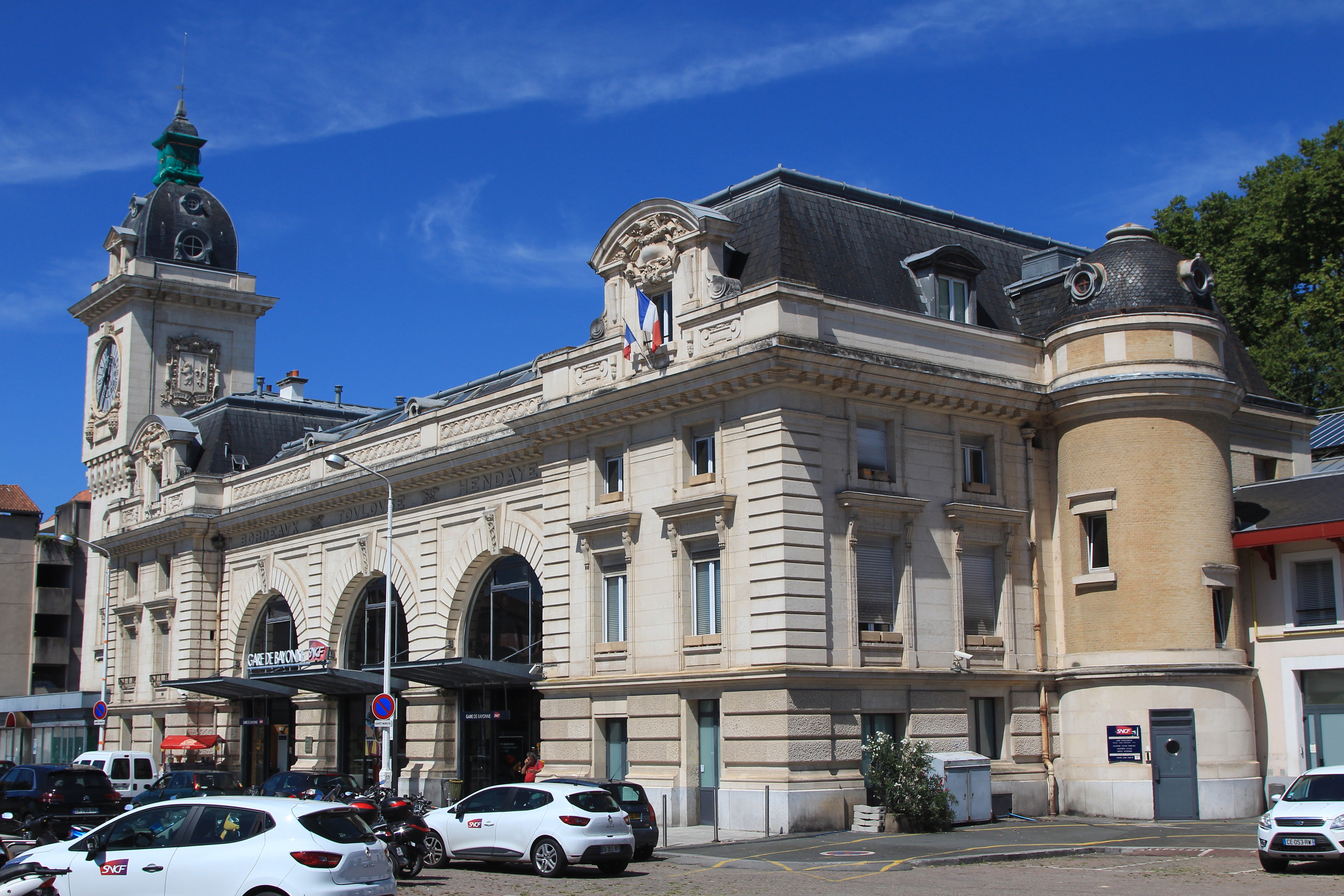
巴约讷火车站

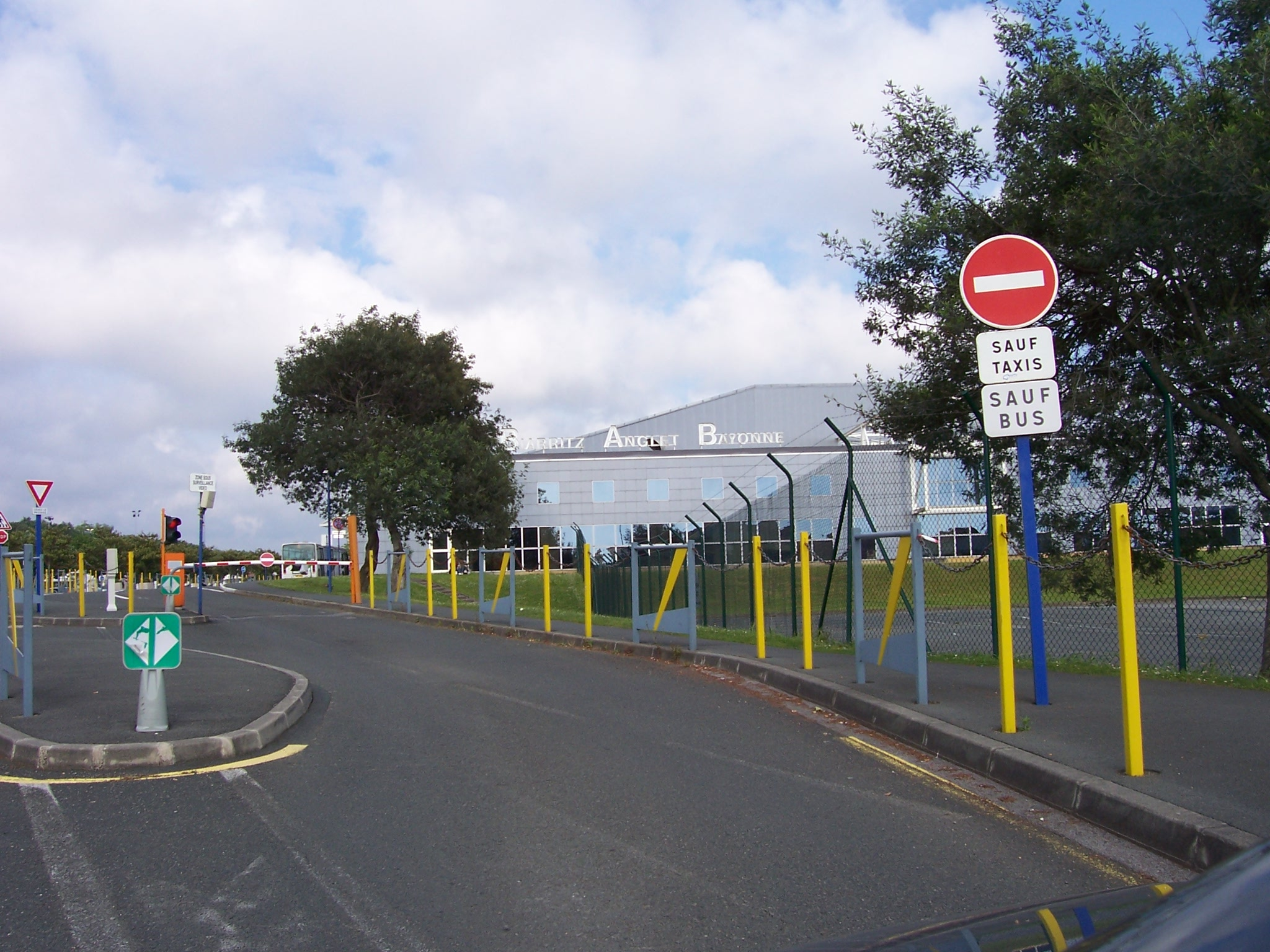
比亚里茨机场

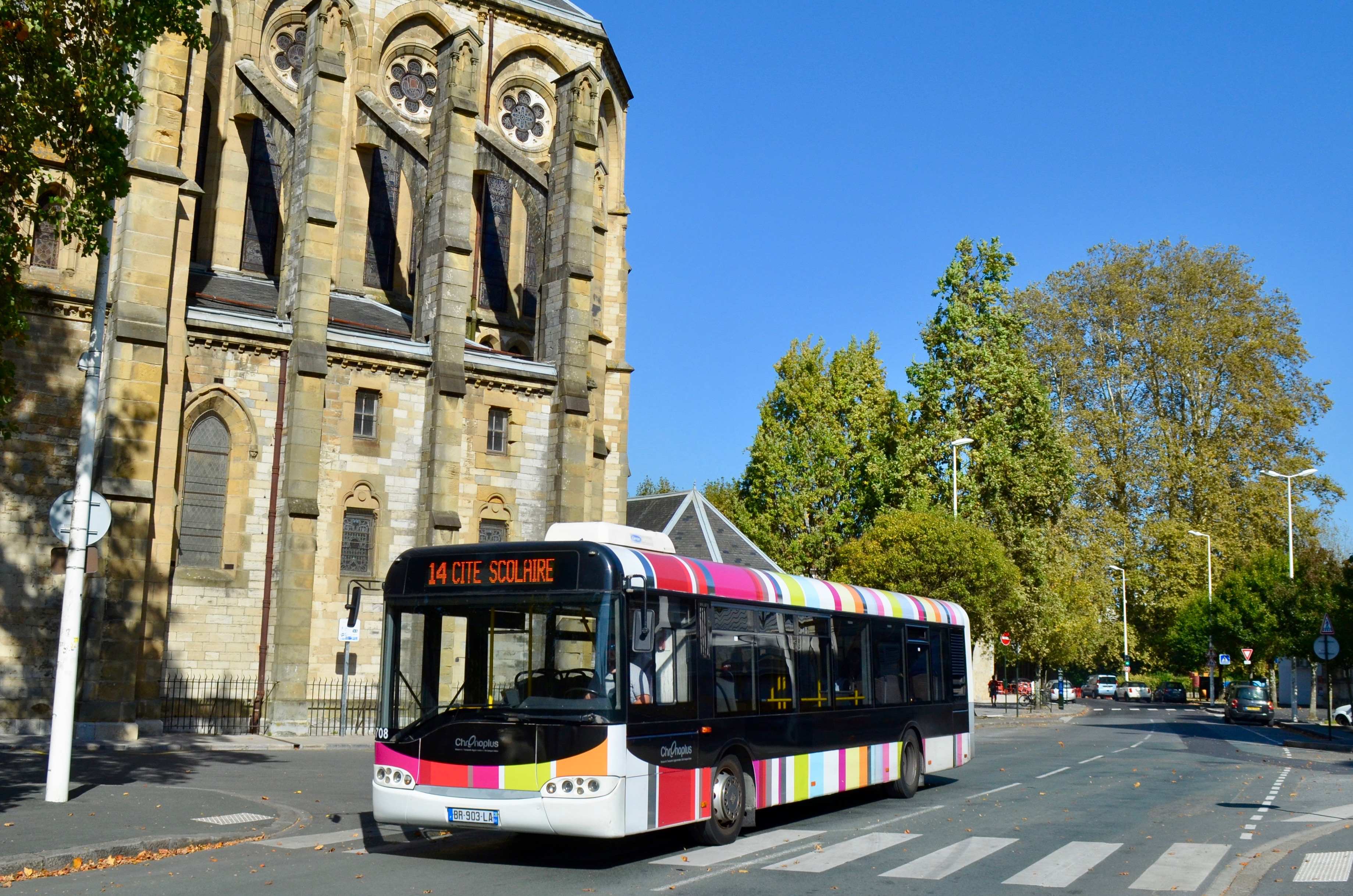
巴约讷的一辆公共汽车

巴约讷位于波尔多－伊伦、图卢兹－巴约讷和巴约讷－圣让皮耶德波尔三条铁路的交汇处，是法国西南部重要的铁路枢纽。巴约讷站位于市区北部，阿杜尔河右岸的圣埃斯普里街区，该站每天停靠往返于巴黎和昂代之间的高速列车，自2017年法国高速铁路南欧大西洋线建成通车后，巴黎与巴约讷之间的最佳旅行时间已缩短至4小时以内。此外巴约讷每天开行4班直达图卢兹方向的城际列车，以及数班前往波尔多、波城、昂代以及圣让皮耶德波尔四个方向的区域列车。2018年，巴约讷站累计发送旅客数量达948,134人次，是法国铁路系统的a级车站。

### 航空
比亚里茨巴斯克地区机场位于比亚里茨境内，距离巴约讷市区仅5公里，是法国重要的区域民用航空站，该机场开行前往巴黎、伦敦、布鲁塞尔、里尔、斯特拉斯堡、都柏林等地的固定航线。

### 水运
巴约讷港位于阿杜尔河上，巴约讷下游约3公里处，是法国大西洋沿岸重要的港口之一，主要转运比利牛斯山西北地区的工业物资，2019年累计吞吐量达228.3万吨，是巴斯克地区吞吐量最大的港口。

### 城市公共交通
巴约讷城市公共交通（商业名称为）是当地的城市公共交通系统，由凯奥雷斯-阿杜尔-巴斯克地区负责运营。截至2020年12月，该系统共包括1条大容量公交线路和18条常规公交线路，路网覆盖了巴约讷市区内的主要街道和居民区。
巴约讷大容量公交1路是一条大容量公交线路，连接巴约讷、昂格莱特和比亚里茨三个市镇，全长12公里，自2019年9月2日起投入运营，是当地最重要的公交干线，在部分场合又被称为“有轨电车巴士”（Tram'Bus）。而巴约讷大容量公交2路则在规划中，路线大致呈南北走向，其北侧将进入朗德省境内，连接塔尔诺斯。

### 自行车
欧洲单车一号公路途径巴约讷，该公路沿大西洋西海岸延伸，全长超过1.1万公里。巴约讷城市公共交通亦提供自行车及电动自行车的租赁服务，可与当地的公交通勤卡联合办理。

## 政治

### 市政内阁
在2020年巴约讷的两轮市政选举中，当地分别有61.21%和56.57%的居民参与了投票。
| 2020年巴约讷市政内阁组成 |                    |                                                                                      |          |          |            |            |      |          |
| - 巴约讷市政厅           |                    |                                                                                      |          |          |            |            |      |          |
| 代表                     | 代表               | 党派                                                                                 | 首轮选举 | 首轮选举 | 第二轮选举 | 第二轮选举 | 席位 | 席位     |
| 代表                     | 代表               | 党派                                                                                 | 票数     | %        | 票数       | %          | 市镇 | 公共社区 |
|                          | 让-勒内·埃切加雷   | - UDI民主人士和独立人士联盟 - LR共和黨 - LREM复兴 - MoDem民主运动 - PNV 巴斯克民族党 | 4,909    | 40.33    | 7,252      | 53.81      | 35   | 17       |
| 巴约讷永远向前（Bayonne, toujours un temps d'avance）       |                    |                                                                                      | 4,909    | 40.33    | 7,252      | 53.81      | 35   | 17       |
|                          | 亨利·埃切托        | - PS社会党 - MEI獨立生態運動 - PCF法国共产党 - PP公共席位                            | 3,623    | 29.76    | 6,225      | 46.18      | 10   | 5        |
| 开放的巴约讷（Bayonne ville ouverte）         |                    |                                                                                      | 3,623    | 29.76    | 6,225      | 46.18      | 10   | 5        |
|                          | 马修·贝尔热        | - GS世代·s - DVG左翼无党派人士                                                       | 1,364    | 11.20    | 6,225      | 46.18      | 10   | 5        |
| 明日巴约讷（Demain Bayonne - Bihar Baiona）           |                    |                                                                                      | 1,364    | 11.20    | 6,225      | 46.18      | 10   | 5        |
|                          | 让-克洛德·伊里亚尔 | - EÉLV欧洲生态-绿党 - FI不屈法国 - EHB 巴斯克地区党 - E! 联合！                      | 1,597    | 13.12    | 无         | 无         | 无   | 无       |
| 绿色互助的巴约讷（Baiona verte et solidaire）     |                    |                                                                                      | 1,597    | 13.12    | 无         | 无         | 无   | 无       |
|                          | 帕斯卡·勒塞利耶    | - DLF站起来法国 - CNIP全国独立人士与农民中心                                         | 679      | 5.57     | 无         | 无         | 无   | 无       |
| 复合巴约讷（Bayonne plurielle）           |                    |                                                                                      | 679      | 5.57     | 无         | 无         | 无   | 无       |
|                          |                    |                                                                                      |          |          |            |            |      |          |
| 合法票数                 | 合法票数           | 合法票数                                                                             | 12,172   | 97.64    | 13,477     | 96.50      |      |          |
| 弃权票                   | 弃权票             | 弃权票                                                                               | 108      | 0.87     | 283        | 2.03       |      |          |
| 无效票                   | 无效票             | 无效票                                                                               | 186      | 1.49     | 206        | 1.48       |      |          |
| 合计                     | 合计               | 合计                                                                                 | 12,466   | 100      | 13,966     | 100        | 45   | 22       |

### 历届市长

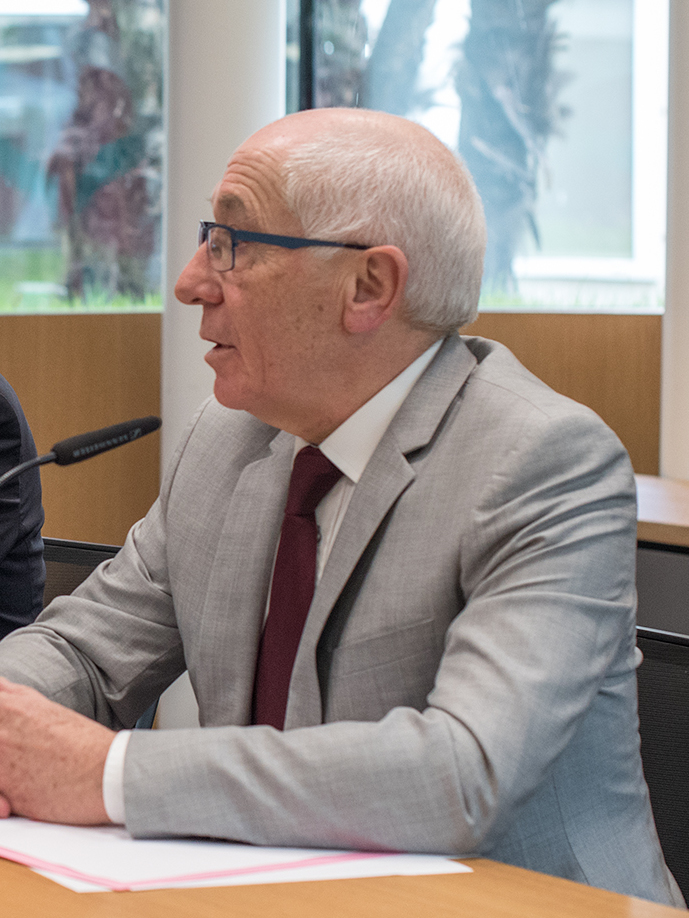
现任巴约讷市长让-勒内·埃切加雷

巴约讷的现任市长为让-勒内·埃切加雷先生，他是民主人士和独立人士联盟的一名成员，在2020年的市政选举中获得了53.81%的支持率。
| 巴约讷历届市长 |                  |                                                                                |
| 任期           | 市长             | 党派                                                                           |
| 1944年－1945年 | 让·拉布尔迪克    | 不详                                                                           |
| 1945年－1947年 | 让-皮埃尔·布拉纳 | 不详                                                                           |
| 1947年－1958年 | 莫里斯·德莱      | RAD激进党                                                                      |
| 1958年－1959年 | 乔治·福尔桑      | 不详                                                                           |
| 1959年－1995年 | 亨利·格勒内      | RAD激进党 →UDF法国民主联盟                                                     |
| 1995年－2014年 | 让·格勒内        | UDF法国民主联盟 →UMP人民运动联盟 →DVD右翼无党派人士 →UDI民主人士和独立人士联盟 |
| 2014年－       | 让-勒内·埃切加雷 | UDI民主人士和独立人士联盟                                                      |

### 各级选举
巴约讷属于大西洋比利牛斯省第五选区。
- 在2017年的法国总统大选中，法国第25任总统埃马纽埃尔·马克龙在巴约讷获得了76.23%的支持率[5]。
- 在2017年法国立法选举中，大西洋比利牛斯省议员弗洛朗丝·拉塞尔（法语：Florence Lasserre）在巴约讷获得了53.01%的支持率[5]。
- 在2015年法国大区选举（法语：Élections régionales françaises de 2015）中，阿兰·鲁塞（法语：Alain Rousset）在巴约讷获得了50.6%的支持率[5]。

## 人口
2017年，巴约讷市镇人口数量为51,228，在法国排名第124位。其中男性23,765人，女性27,463人，75岁及以上人口占9.0%，外籍人口数量为15,629人，人口密度为2,363人/平方公里，当地居民被称为（男性）或（女性）。2018年，巴约讷境内出生510人，死亡人口528人。
| 年份   | 1936   | 1946   | 1954   | 1962   | 1968   | 1975   | 1982   | 1990   | 1999   | 2006   | 2011   | 2016   | 2017   |
| ------ | ------ | ------ | ------ | ------ | ------ | ------ | ------ | ------ | ------ | ------ | ------ | ------ | ------ |
| 人口數 | 31,350 | 32,620 | 32,575 | 36,941 | 42,743 | 42,938 | 41,381 | 40,051 | 40,078 | 44,406 | 44,331 | 50,589 | 51,228 |

|                 | 1968 - 1975 | 1975 - 1982 | 1982 - 1990 | 1990 - 1999 | 1999 - 2006 | 2006 - 2011 |
| 人口增长率%     | + 0,1       | - 0,5       | - 0,4       | + 0,0       | + 1,5       | + 0,0       |
| 人口自然增长率% | + 0,6       | + 0,1       | + 0,1       | + 0,0       | + 0,1       | + 0,1       |
| 人口净迁移率%   | - 0,5       | - 0,6       | - 0,5       | + 0,0       | + 1,4       | - 0,2       |

|                 | 人口总数 | 劳动人口总数 | 劳动人口比例% | 具有雇佣关系的劳动人口总数 | 就业率% |
| 总计（15 - 64） | 29,007   | 20,538       | 70.8          | 17,505                     | 60.3    |
| 15 - 24         | 5,958    | 2,612        | 43.8          | 1,888                      | 31.7    |
| 25 - 54         | 17,888   | 15,732       | 87.9          | 13,611                     | 76.1    |
| 55 - 64         | 5,161    | 2,194        | 42.5          | 2,005                      | 38.9    |

## 经济

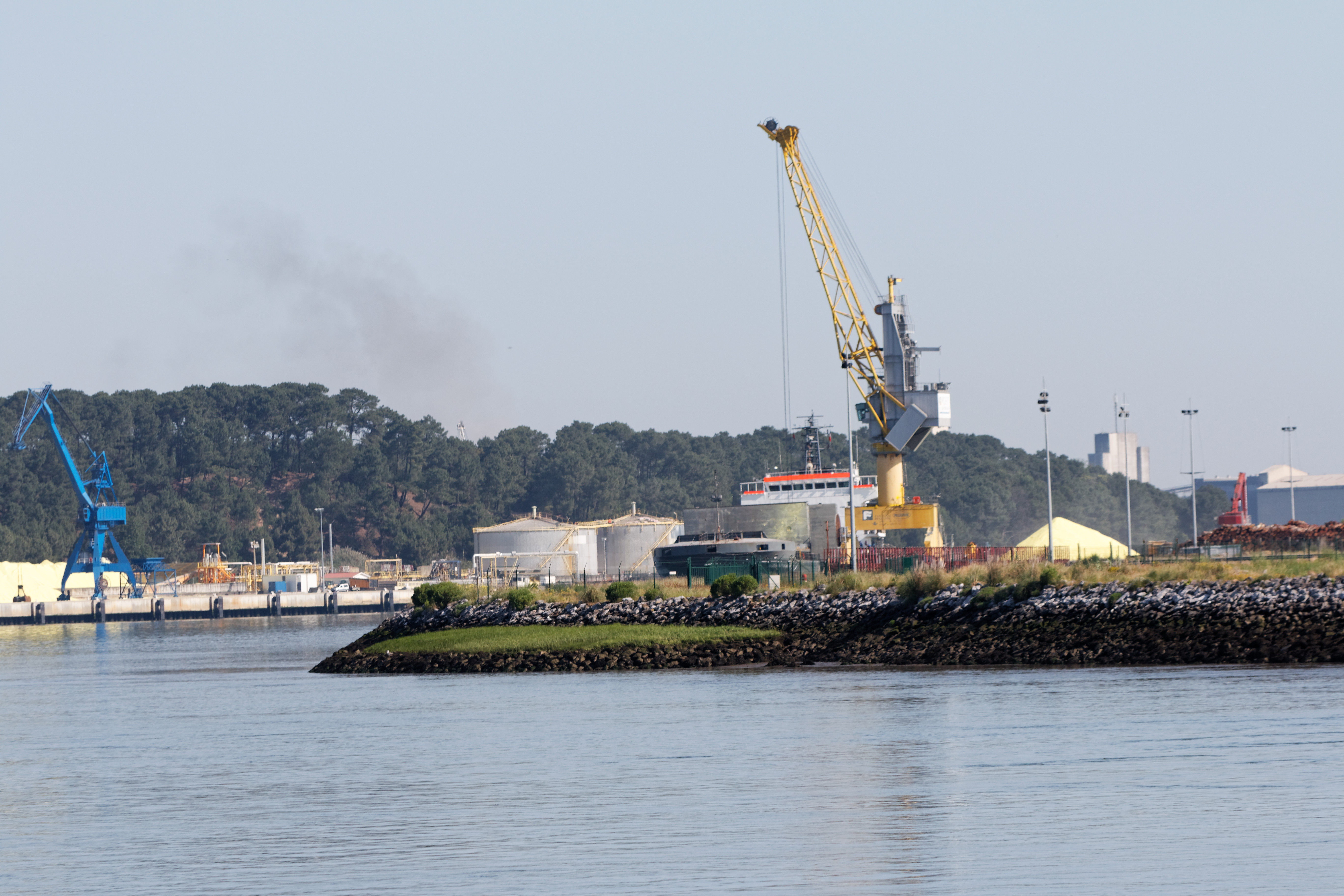
巴约讷港

巴约讷是一个区域性的中心城市，巴约讷巴斯克地区工商会驻地，当地的经济发展事务由其所在的城市圈公共社区负责。巴约讷的市镇范围内共有各类用人单位10,589家，平均历史为15年，其中98.44%为中小型企业（PME）。

### 产业分布
在第一产业方面，巴约讷附近的农业产品以温带及亚热带农作物为主，随着巴约讷城市的扩张和农业机械化的推广，农业在当地的经济中所占比例逐年下降，2017年时相关就业人数为71人，仅占总量的0.2%，比十年前减少了0.3%。
在第二产业方面，巴约讷所处区域地理位置优越，依托巴约讷港，当地聚集了多个大型工厂。2017年，巴约讷的工业及建筑业总就业人数为3,150，占总就业人数的12.2%。伊扎拉蒸馏厂建于1912年，是一个以酒精饮料生产为主的大型企业，“伊扎拉”（Izarra）一名在巴斯克语中意为“星星”，该厂被认为是巴约讷的工业标志。
在第三产业方面，巴约讷是法国重要的旅游城市，是巴斯克地区的游客接待中心，亦是由法国前往西班牙北部地区的必经之路。旅游配套产业如酒店、机场、餐饮等在当地经济中占有重要比例，2017年，相关就业人数达14,775人，占总量的46.8%；除此之外，巴约讷也是大西洋比利牛斯省重要的行政中心，法国主要的银行、保险、通讯及社会服务机构均在巴约讷设有分支，2017年，相关产业总就业人数为12,902，占总量的40.8%。
在具体企业方面，法国福萨格罗（Phosagro France）和巴斯克-朗德汽车经销（Soc Basco-Landaise Vehicules - Slavi）是当地2019年营业额最高的两家企业，分别涉及化工生产和汽车销售领域；阿迪股份（SAS Ahadi）和巴约讷百货（Société De Distribution Bayonnaise - Sodibay）则是当地2019年净利润最高的两家企业，分别涉及投资控股和大型零售领域。

### 财政及收入
2018年，巴约讷的财政收入总额为72,321,900欧元，财政支出总额为65,851,300欧元，当年的债务总额为60,719,300欧元。
2015年，巴约讷的人均收入总额为2,403欧元，其中高职人员为4,055欧元，普通职员为1,794欧元。
2017年，巴约讷境内的青壮年（15至64岁）失业率为13.8%，当地40.9%的家庭拥有纳税资格。

## 社会事务

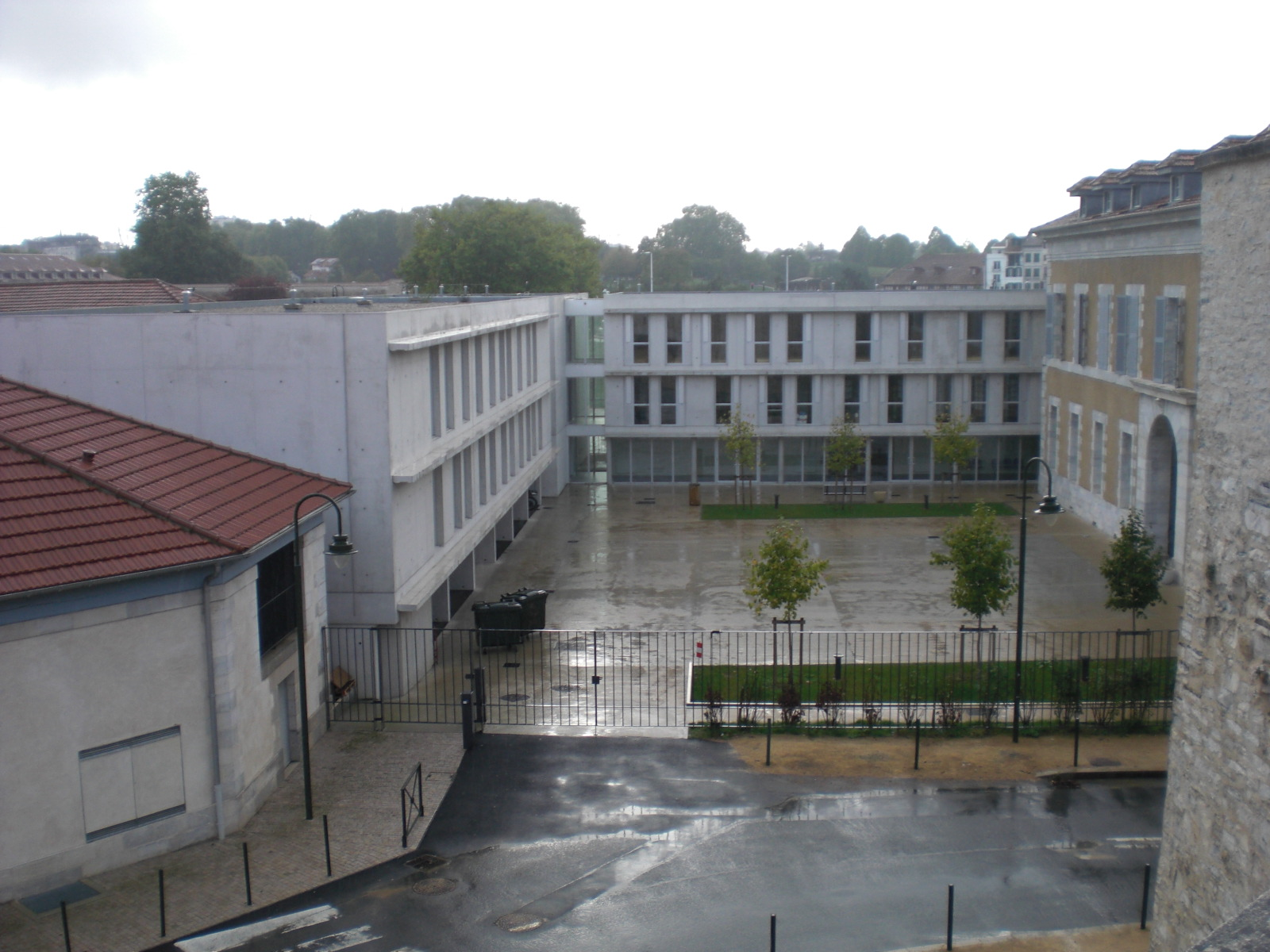
波城大学巴约讷技术学院

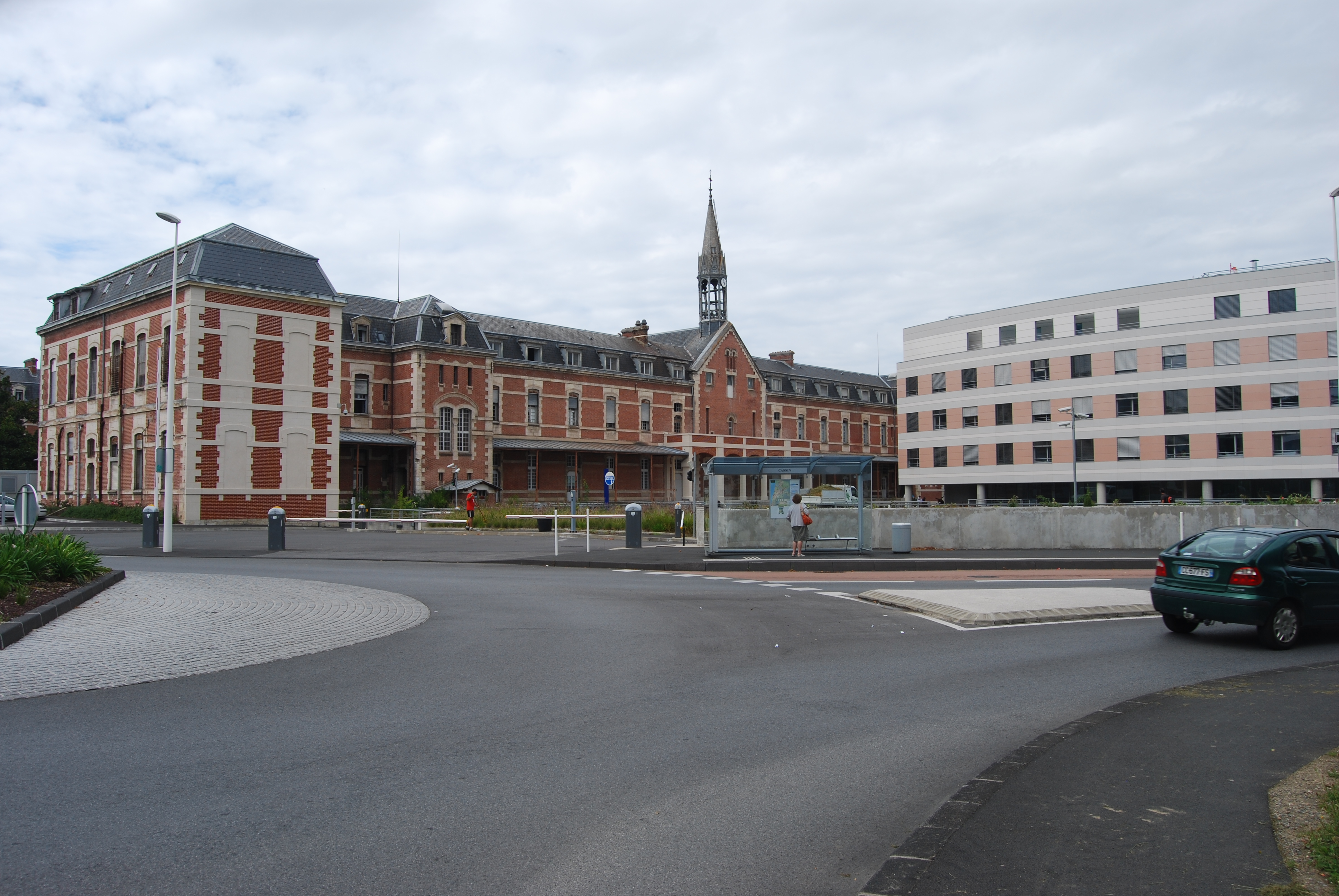
巴约讷中心医院

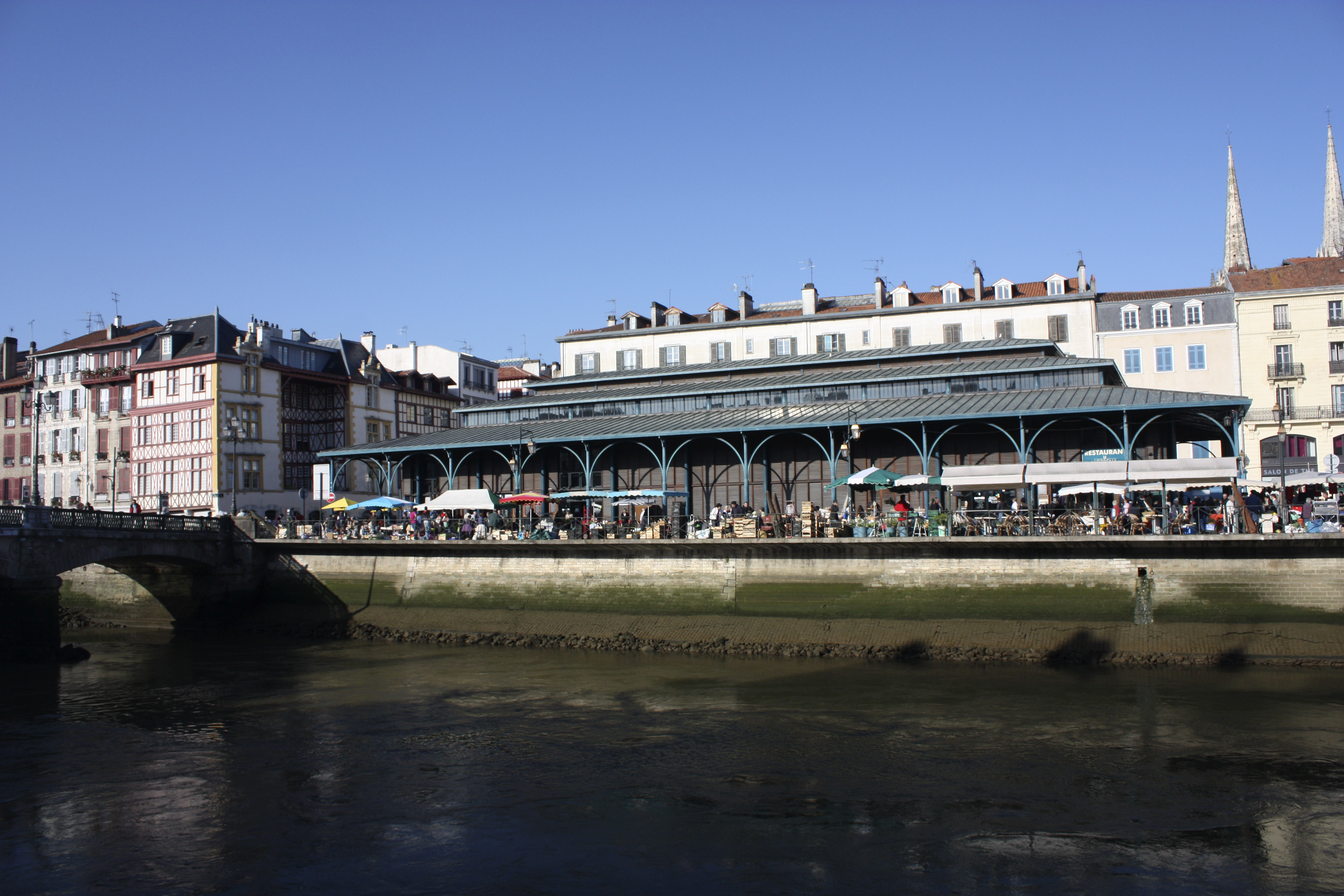
巴约讷集市

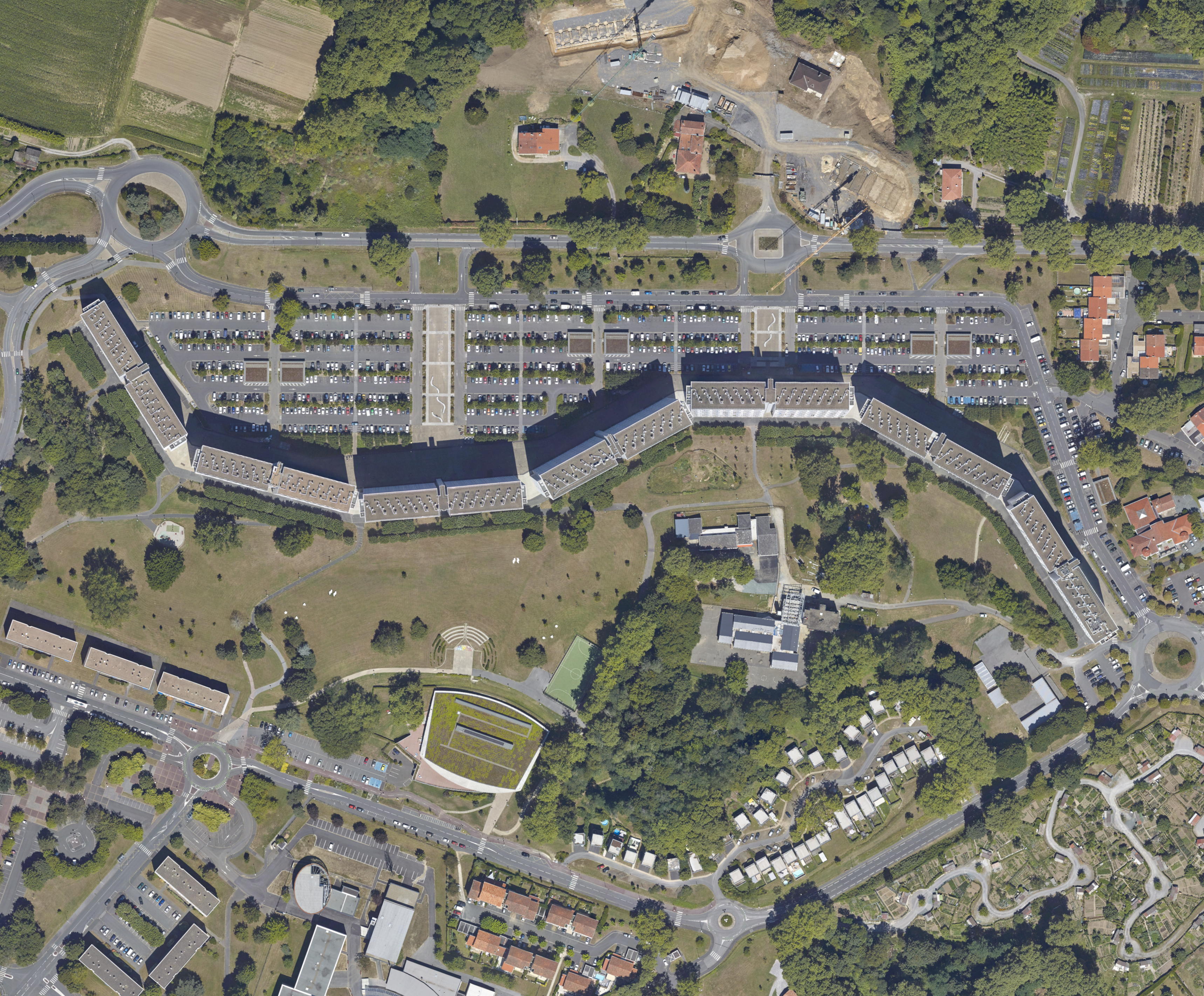
巴约讷东北部居民区卫星图

### 教育
巴约讷属于波尔多学区。截止2019年1月1日，巴约讷境内共有9所幼儿园、22所小学、8所初级中学、5所普通高中和3所职业高中。2018至2019学年度，巴约讷境内共有在校中等教育阶段学生7,204名。在2019年的法国毕业会考中，巴约讷圣路易维拉皮亚高级中学（Lycée Saint Louis Villa Pia）212名毕业生的通过率为97%，其中67%的文科生、58%的社科生和62%的理科生的总成绩平均分超过12分（满分20），是巴约讷市镇范围内成绩最好的高级中学，在法国所有高中内排名第412位。
在高等教育方面，波城大学在巴约讷设有一个校区，其下属的一个大学技术学院和一所经管学院在此授课。

### 医疗
截止2019年1月1日，巴约讷境内共有全科医生89名、保健师151名、牙医60名、护士87名、耳科医生8名、眼科医生20名、皮肤科医生10名、助产士10名、儿科医生4名和妇科医生20名。境内共有药房29家、养老院8家、残疾人帮扶中心3家。
巴约讷中心医院是法国的一个区域性医疗机构，其主病区“巴斯克海岸中心医院”（Centre hospitalier de la Côte Basque）位于巴约讷市区，设有床位499个，是当地规模最大的公立综合性医院。

### 住房
2017年，巴约讷境内共有各类住房30,486套，其中13.4%为独立式居民区，主要分布于市区东部；86.1%为集中式居民区，主要分布于市区北部和中南部。常住房屋占巴约讷市镇范围内居民建筑总量的90.1%。
巴约讷地区的经济发展事务由其所在的城市圈公共社区管理，后者负责当地的房屋规划、住房改造、公租房等项目，并贯彻法国住建部的相关法律法规。2020年2月1日，该公共社区通过了巴斯克地区2020至2025年地方住房整体规划（Le Programme Local de l’Habitat Pays Basque），为包括巴约讷在内的158个市镇的房屋规划建设及改造提供了政策支持。

### 商业
2018年，巴约讷境内共有各类实体商铺1,870家，其中餐厅326家、大型超市11家、杂货店23家、面包房47家、肉铺23家、书店30家、装饰品店8家、银行门店46家、美容美发店111家、汽车维修店80家。
位于巴约讷市区西南侧的BAB2购物中心的当地主要的大型现代商业体，家乐福、H&M、欧舒丹等多个大型连锁商铺入驻于此，“BAB”为巴约讷、昂格莱特和比亚里茨三地的首字母缩写。除此之外，巴约讷市区东部和北部也有多处购物中心分布，Intermarché、E.Leclerc等超市在巴约讷设有分店。

### 通讯
法国主要的媒体均可在巴约讷接收，法国电视三台下属的新阿基坦大区频道在部分时段播出巴约讷所属区域的地方新闻。蓝色法兰西巴斯克地区分台总部位于巴约讷，是法国唯一一个使用巴斯克语播报新闻的广播电台，其官方网站亦刊登巴斯克语新闻。《Herria》则是一家使用巴斯克语的地方性报刊，成立于1944年，总部亦位于巴约讷。除此之外，TVPI电视台是法国重要的地方电视台，其总部位于圣让德吕兹，覆盖范围包括了巴约讷在内的整个大西洋比利牛斯省及朗德省，其标语“64+40”即两省的编码，其信号可通过光纤在法国各地接收。

### 环境
巴约讷的环境事务由其所属的城市圈公共社区管理，后者负责当地的水体与自然环境保护、生态和可持续发展以及垃圾收集和处理三个主要职能。
2018年，巴约讷境内共有11家污染企业。同年的二氧化氮浓度平均值为17µg/m³、臭氧浓度平均值为48µg/m³、二氧化硫浓度平均值为1µg/m³、颗粒物平均值为20µg/m³。距离巴约讷最近的水体监测点位于昂格莱特境内，该地的水体坤化物浓度为2µg/L、汞化物浓度为0.1µg/L、硝酸盐浓度为6mg/L。

### 治安
2018年，巴约讷境内共有一个派出所和一支国家宪兵队。大西洋比利牛斯省在巴约讷设有消防分站，负责当地的救援任务。
2014年，巴约讷及附近地区共发生各类案件5,902起，其中盗窃类案件3,887起，经济类案件412起，毒品交易类案件582起。

## 文化

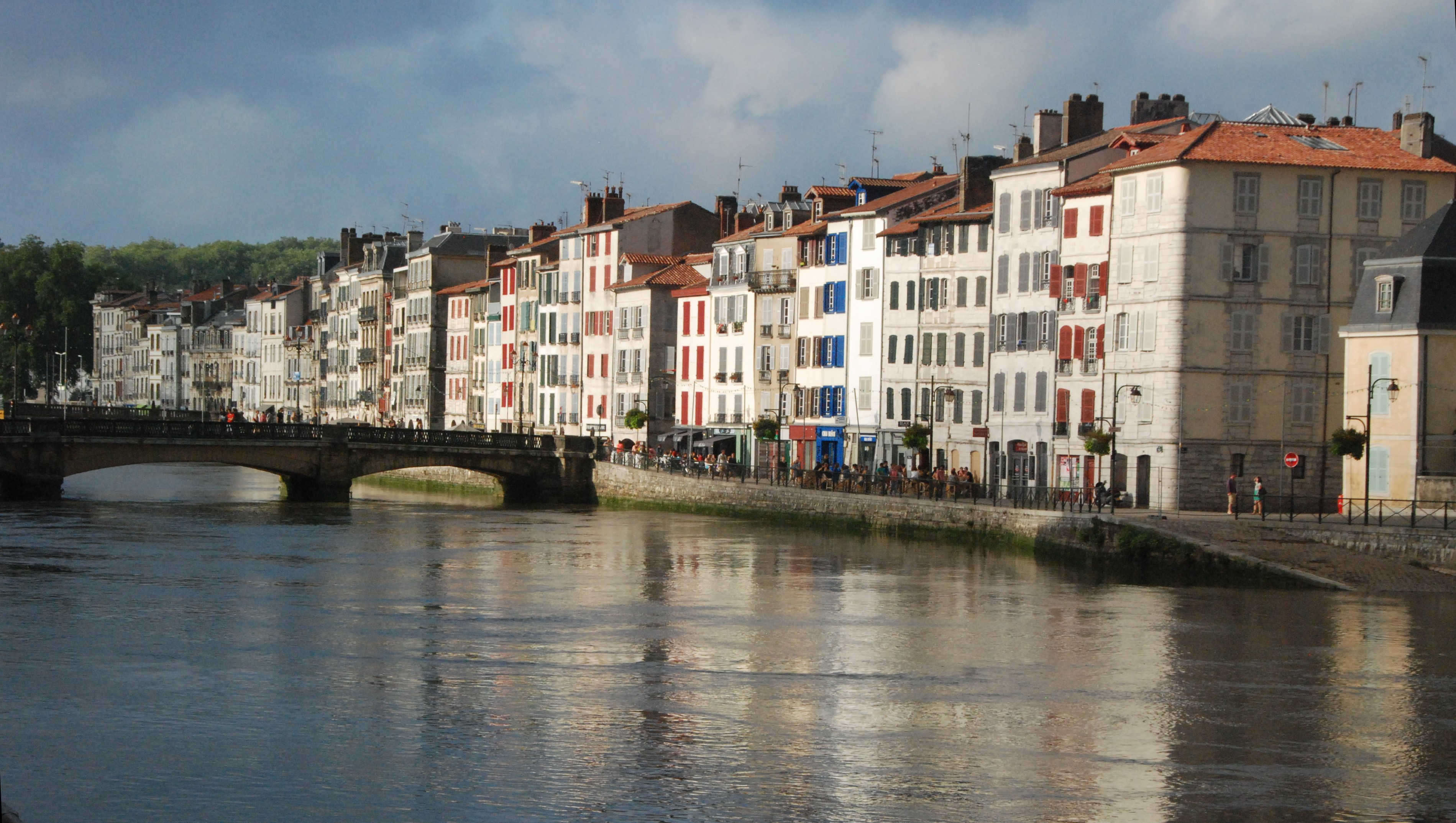
巴约讷尼夫河畔的传统居民建筑

2019年，巴约讷境内共有1家剧场、2家电影院、3家博物馆和1家音乐厅。巴约讷市政府提供两处多媒体中心（Médiathèque）和一处移动图书馆（Minithèque），全年向公众开放。

### 城市规划
巴约讷位于阿杜尔河与尼夫河的交汇处，市区被水域一分为三，其中尼夫河两岸为历史城区，地形平坦，当地的主要民政设施集中于此；阿杜尔河北岸则为新城，多现代居民区及工业开发区，街道多沿河流平行或垂直分布。
巴约讷的城市规划事务由多个级别的行政单位负责，其中巴约讷市政府已于2007年制订了巴约讷城市区域规划方案（PLU de Bayonne），截至2020年12月已历经14次修改和完善。巴约讷巴斯克地区城市圈公共社区则负责制订“巴斯克海岸-阿杜尔河区域规划方案”（PLUi Côte Basque-Adour），并协调社区内各个市镇之间的发展。

### 建筑
截至2020年12月，巴约讷境内共有22处法国国家文物保护单位，其中巴约讷主教座堂、旧城堡等为当地的代表性历史建筑物。

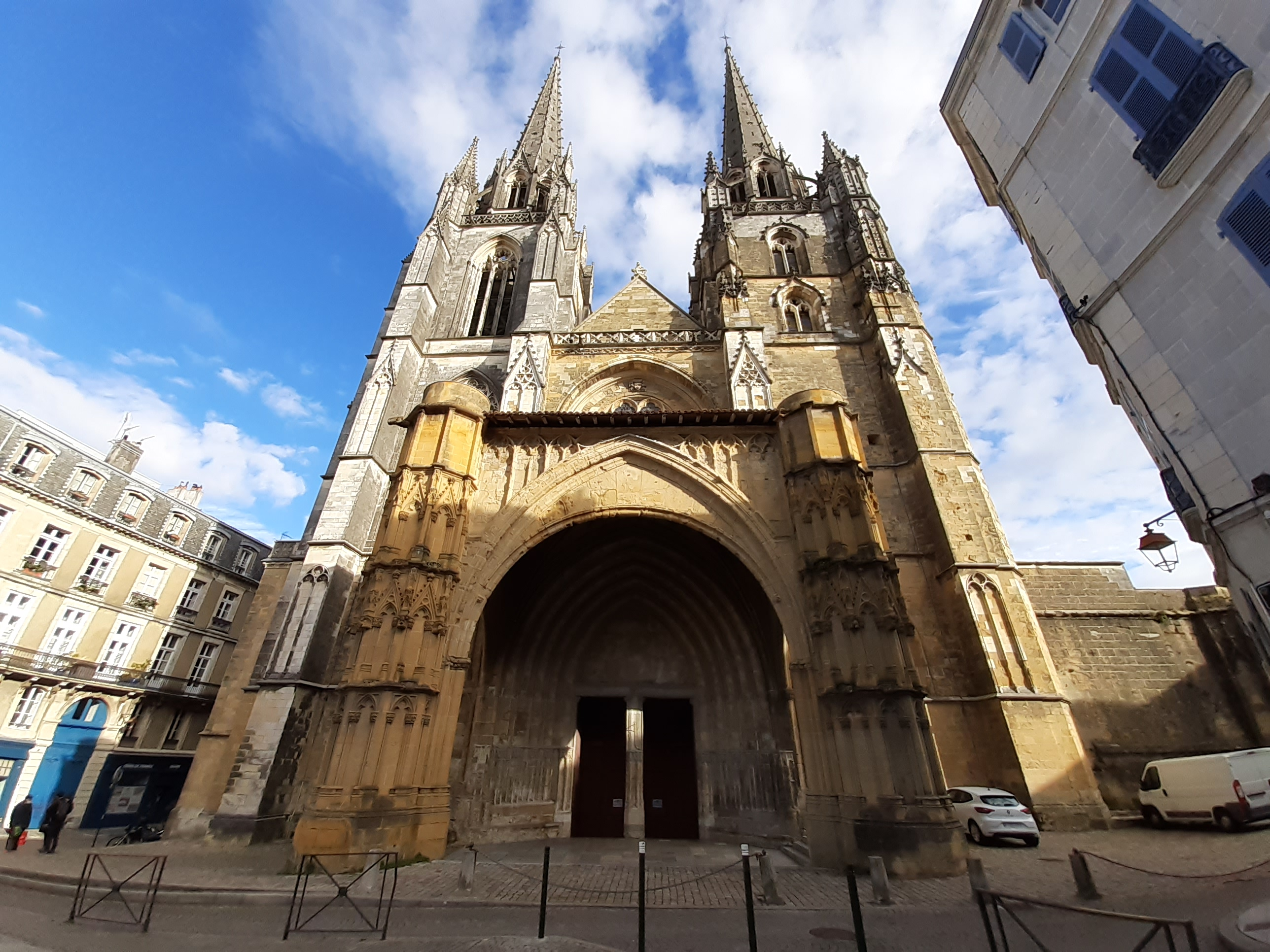
巴约讷主教座堂
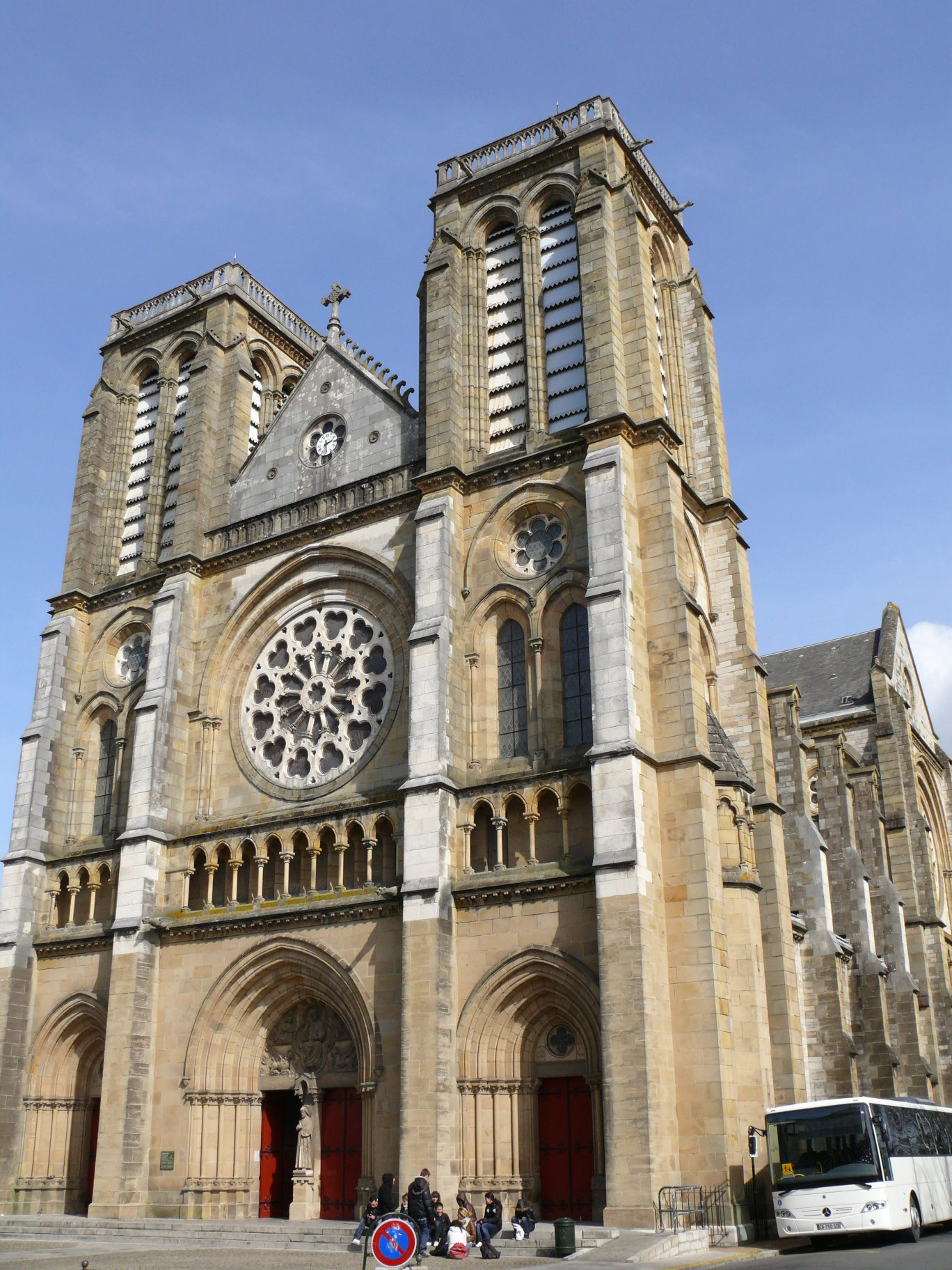
圣安德肋堂
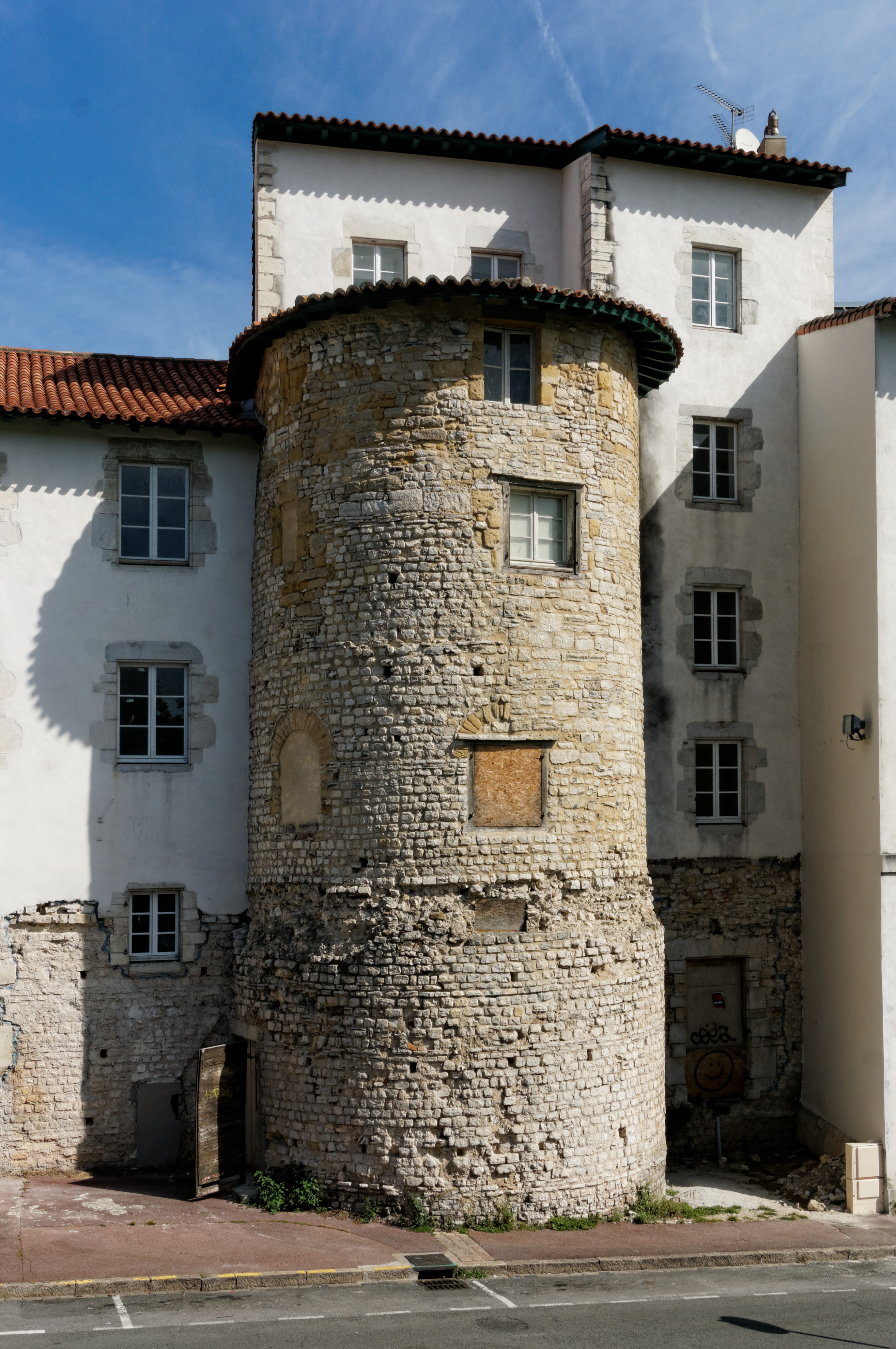
旧城墙遗址
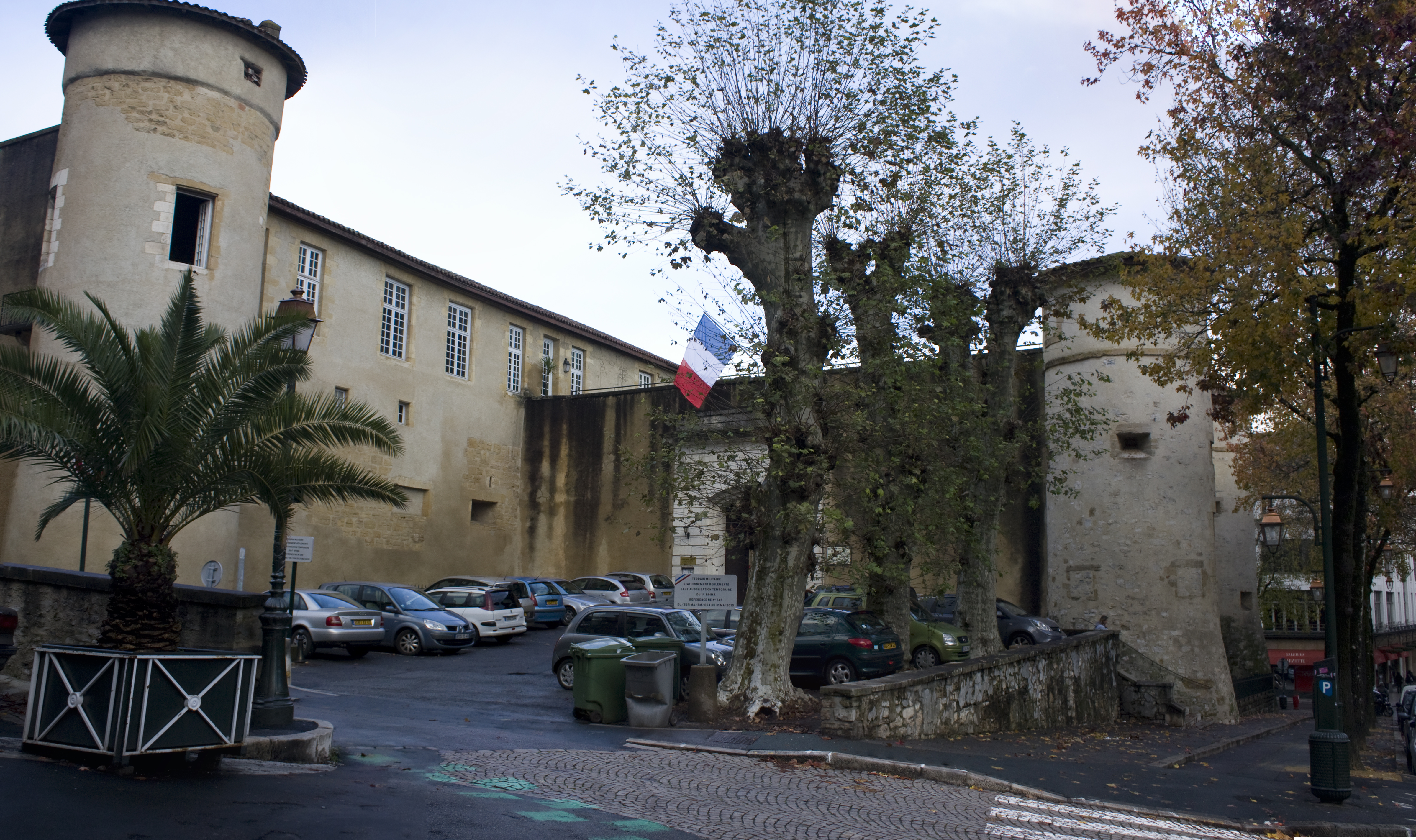
旧城堡
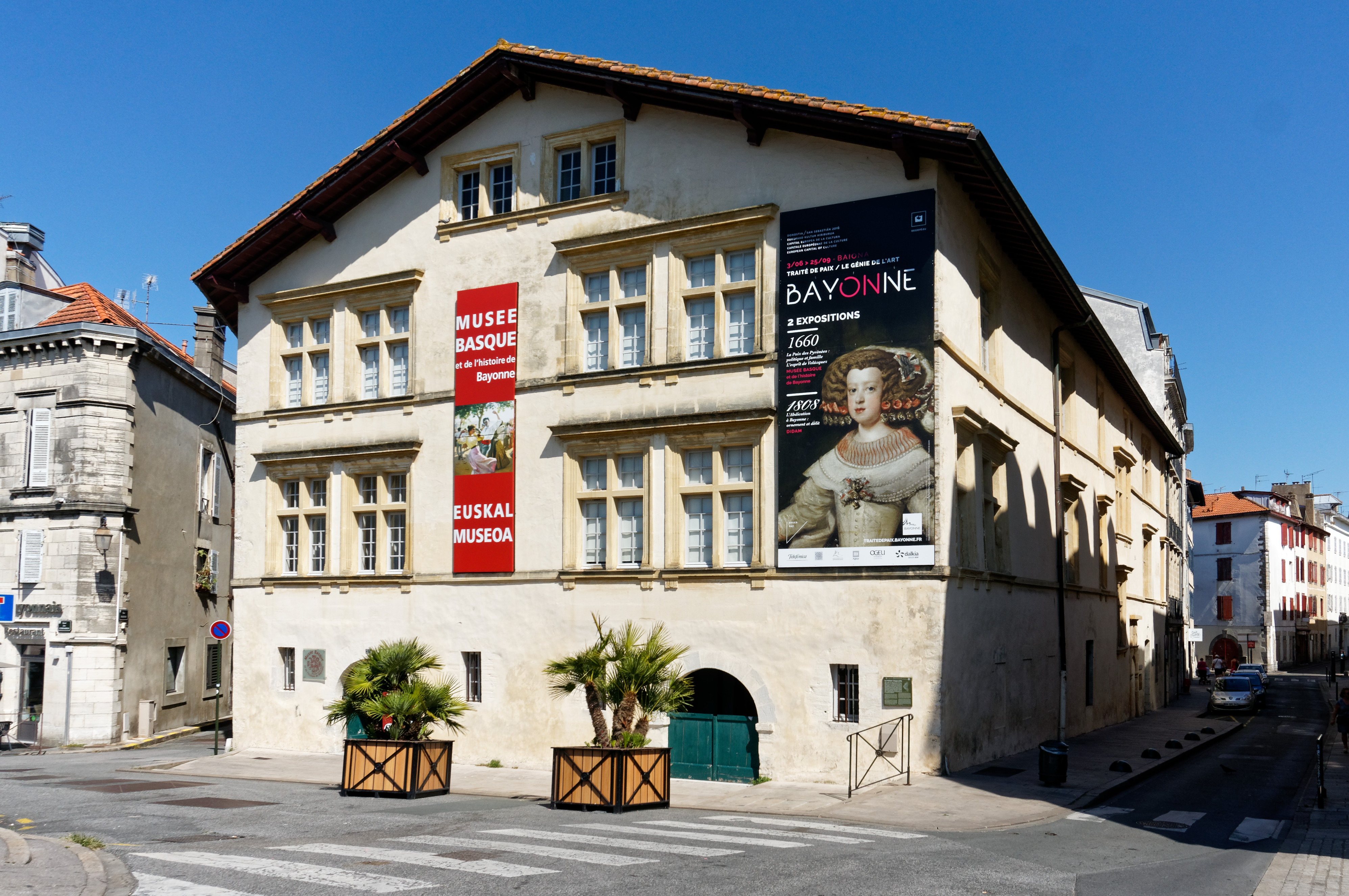
巴斯克博物馆

### 旅游
巴约讷是法国西南部的旅游城市之一，亦是前往巴斯克各地的重要中转站，因其市区内的历史建筑及江河景观而闻名，被《米其林旅游杂志》评为两星级推荐。
巴约讷地区的旅游事务由其所属的城市圈公共社区负责，当地设有一处游客接待中心（Office de tourisme）。2020年，巴约讷境内共有21家宾馆共计1,009间房间。

### 体育

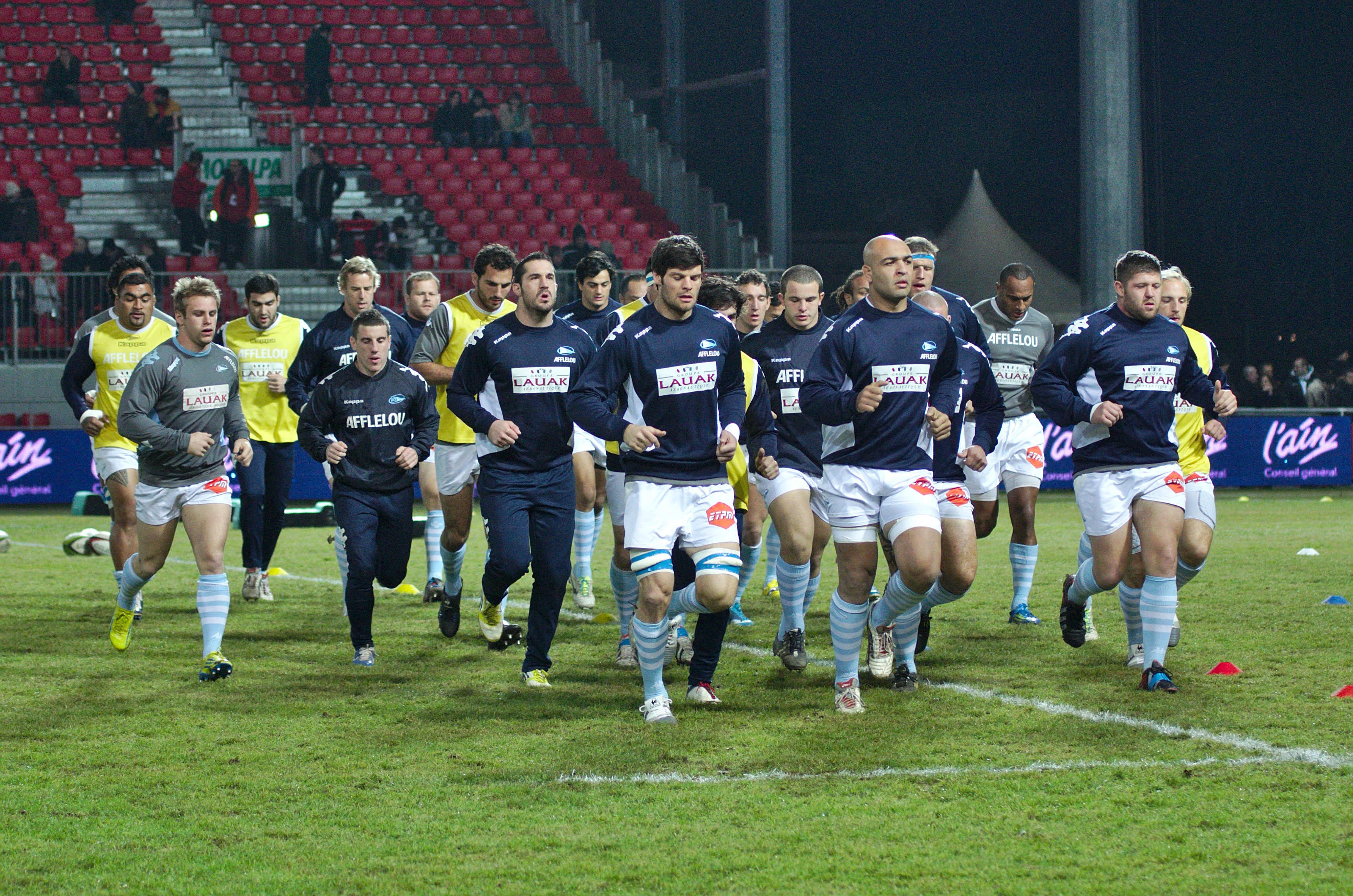
巴约讷赛艇橄榄球职业俱乐部热身训练

2019年，巴约讷境内共有2家游泳池、8间体育馆、1座综合体育场、20处网球场、8处足球或橄榄球场以及8处篮球或排球场。
巴约讷赛艇建于1904年，最初为一支赛艇俱乐部，后发展成为包含了多个项目的综合体育联盟，其中同年成立的巴约讷赛艇橄榄球职业俱乐部是巴约讷的代表性集体项目，曾获得1913年、1934年及1943年的法国橄榄球甲级联赛的冠军，同时也获得了2019年法国橄榄球乙级联赛的冠军，2020至2021赛季参加法国橄榄球冠军联赛，其主场让-多热尔球场可同时容纳超过1.6万名，是当地规模最大的体育设施。除此之外，巴约讷还有巴约讷体育联盟，是一支地方性的橄榄球俱乐部，参加区域性的联赛。
1922年成立的巴约讷赛艇足球俱乐部是当地的一支足球队，2020至2021赛季参加法國全國丙組聯賽（法戊），其主场迪迪埃·德尚球场（Stade Didier Deschamps）位于市区东北部，可同时容纳3,500名观众，该球场建于2000年，以法国国家足球队主教练迪迪埃·德尚命名，后者出生于巴约讷。

### 宗教

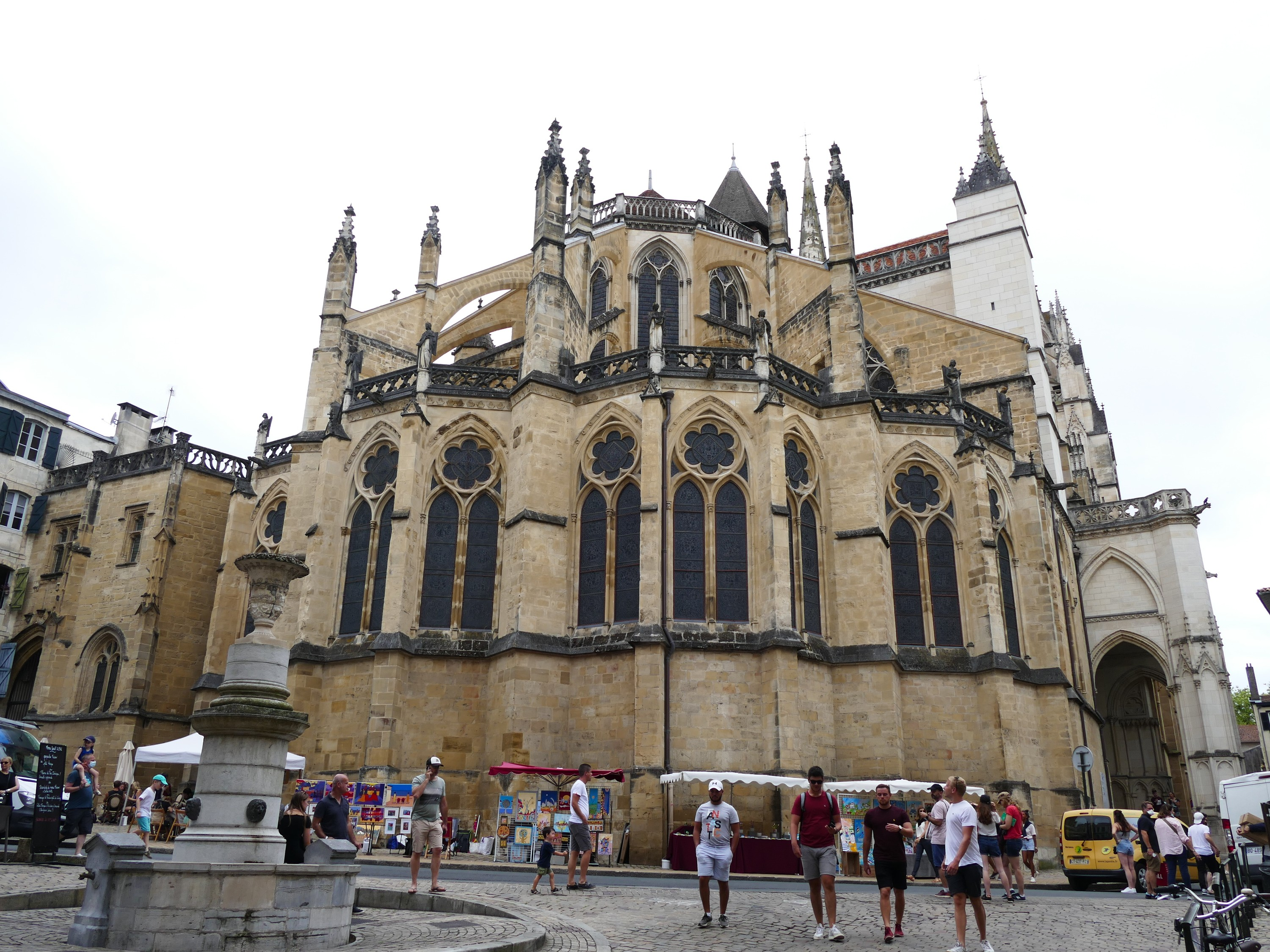
巴约讷主教座堂

巴约讷是法国传统的天主教行政中心，现为天主教巴约讷教区的首府，后者全名为“天主教巴约讷-莱斯卡尔-奥洛龙教区”（Diocèse de Bayonne, Lescar et Oloron），范围与大西洋比利牛斯省重合，马克·艾耶自2008年起担任主教职务。巴约讷主教座堂全名为“巴约讷圣玛丽大教堂”（Cathédrale Sainte-Marie de Bayonne），又称“圣母教堂”（Notre-Dame），最初建于1213年，自1862年起被列为法国历史文物保护单位，1998年作为圣雅各之路的一部分被列入《世界文化遗产》名录。自1722年起，巴约讷还有一处讲堂，后在法国大革命时期关闭。
巴约讷也是法国的一个穆斯林聚集区，巴约讷大清真寺始建于2008年，于2014年3月建成开放，是巴斯克地区的首个现代清真寺，现为当地主要的伊斯兰宗教场所。

### 语言
巴约讷是法国巴斯克地区的中心城市，当地历史上通用巴斯克语，自18世纪以来，当地的通用语言逐渐被现代法语代替。为保护当地的巴斯克语言及文化，巴约讷政府在当地的中等阶段教育机构中提供了巴斯克语教学班，同时创立了多个与巴斯克文化相关的活动，当地的道路指示牌及主要政府机构均有巴斯语标注。

### 饮食

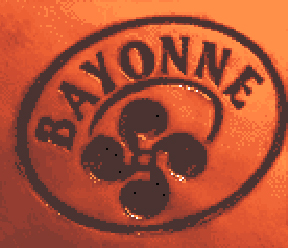
巴约讷香肠标志

巴约讷因同名火腿而闻名，该食品使用当地特产的巴斯克黑猪作为原材料，最初起源于巴约讷附近的阿尔扎克-阿拉济盖，后流传至法国各地，现已成为法国国家地理标志保护产品。除此之外，巴约讷街头容纳了法国各地的常见饮食，2011年10月，肯德基巴约讷店开门营业，成为法国的第132家肯德基店。2020年，巴约讷境内共有4家餐厅被列入《米其林星级餐厅名单》。

### 活动
巴约讷因同名狂欢节而闻名，该节日每年7月至8月间举办，包含了多个不同形式的文化活动，是巴约讷重要的城市名片，其主旋律《Agur jaunak》也常被认作是巴约讷的城市主题曲。

## 对外交流
截至2020年12月，巴约讷共建立了两对友好城市关系，同时与9座城市签署有合作交流协议。

### 友好城市
| - 西班牙 潘普洛纳（1970年） | - 美国 佛罗里达州 代托纳比奇（1998年） |

### 合作交流城市
| - 美国 新泽西州貝永（1970年） - 保加利亚 大特尔诺沃（2004年） - 希腊 伊茲拉島（2008年） | - 葡萄牙 法鲁（2008年） - 匈牙利 尼賴吉哈佐（2008年） - 羅馬尼亞 薩圖馬雷（2008年） | - 義大利 阿斯科利皮切諾（2008年） - 西班牙 略夫雷加特河畔奥斯皮塔莱特（2008年） - 芬兰 卡亚尼（2008年） |

## 相关人物
法国银行家雅克·拉菲特、政治经济学家弗雷德里克·巴斯夏、画家里欧·博纳、1968年诺贝尔和平奖获得者勒内·卡森、法国国家足球队主教练迪迪埃·德尚、足球运动员史提芬尼·路菲亞以及现任法国国家橄榄球队队长夏尔·奥利翁出生于巴约讷。

### 著作及网站
- Eugène Goyheneche. . Pau: Société nouvelle d’éditions régionales et de diffusion. 1979 （法语）.
- INSEE. . insee.fr.   [2020-12-15]. （原始内容存档于2021-02-20） （法语）.

### 分类资料
历史类
1. ↑  Manuscrit du xive siècle. . Archives départementales des Pyrénées-Atlantiques （法语）.
2. ↑  Euskaltzaindia (编).  (pdf). euskaltzaindia.eus.   [2020-12-16]. （原始内容存档 (PDF)于2021-01-17）.
3. ↑  François Noel, L. J. M. Carpentier, Puissant (Mr.). . Janet et Cotelle, p143. 1833  [2018-08-31].
4. ↑  Eugène Goyheneche. . Thèse de l’E.N.C. 1949 （法语）.
5. ↑  Pierre Hourmat. . Sud Ouest. 2001. ISBN 978-2905983725 （法语）.
6. ↑  Pierre Laborde. . Université Michel de Montaigne - Bordeaux III. 1996: p191-197  [2020-12-11]. （原始内容存档于2021-02-20） （法语）.
7. ↑  Hector Iglesias.  (PDF). HAL. 2009: 25p  [2020-12-11]. （原始内容存档 (PDF)于2021-02-20） （法语）.
8. ↑  Eugène Goyheneche, Le Pays basque : Soule, Labourd, Basse-Navarre l’enceinte romaine, en grande partie encore visible, représente un polygone de 1 125 mètres de périmètre, d’une superficie de 6 à 9 hectares（法文）
9. ↑  Gérard Coulon. . Paris: Errance. 2006. ISBN 2-87772-331-3 （法语）. 10 hectares
10. ↑  Manex Goyhenetche. . Paris: Elkar. 2006: 492p. ISBN 2-913156-20-7 （法语）.
11. ↑  diocese-bayonne.com. Monseigneur Bernard Goity , 编. . diocese-bayonne.com.   [2020-12-11]. （原始内容存档于2021-01-17）.
12. ↑  Jean-Louis Davant. . Elkar. 2009: 352p. ISBN 978-8497835480 （法语）.
13. ↑  visitbayonne.com. . visitbayonne.com.   [2020-12-12]. （原始内容存档于2021-01-15）.
14. ↑  Pierre Hourmat. . Bayonne: Société des Sciences Lettres & Arts de Bayonne. 1986. ASIN B00QW2AFOG （法语）.
15. ↑  mairie.urcuit.free.fr. . mairie.urcuit.free.fr.   [2020-12-11]. （原始内容存档于2022-11-04）.
16. ↑  Joseph Vaesen et Étienne Charavay. . Paris: Société de l'histoire de France et Librairie Renouard. 1885 （法语）.
17. ↑  P.-L. Thillaud. . Paris: Revue d'histoire des sciences. 1976: p190  [2020-12-12]. （原始内容存档于2021-02-20） （法语）.
18. ↑  Vincent Hiribarren.  (PDF). Bayonne: Revue d’histoire de Bayonne, du Pays basque et du Bas-Adour. 2004  [2020-12-12]. （原始内容存档 (PDF)于2021-02-20） （法语）.
19. ↑  baskulture.com. . baskulture.com. 2017-10-26  [2020-12-12]. （原始内容存档于2021-01-17）.
20. ↑  François Noel, L. J. M. Carpentier, Puissant (M.). . Janet et Cotelle. 1833 （法语）.
21. ↑  Louis Albésa. . Oloron-Sainte-Marie: Monhélios. 2008: 141p. ISBN 978-2-914709-73-6 （法语）.
22. ↑  sites-vauban.org. . sites-vauban.org.   [2020-12-12]. （原始内容存档于2021-02-20）.
23. ↑  Eugène Goyheneche. . Pau: Société nouvelle d’éditions régionales et de diffusion. 1979: p93. ASIN B0014W5GWA （法语）.
24. ↑  Pierre Conard. . Paris: Forgotten Books. 2018: 196p. ISBN 978-0331544503 （法语）.
25. ↑  Nicole Gotteri. . Paris: Bernard Giovanangeli Éditeur. 2000. ISBN 2-909034-21-6 （法语）.
26. ↑  cassini.ehess.fr. . cassini.ehess.fr.   [2020-12-12]. （原始内容存档于2013-09-15）.
27. ↑  Didier Janssoone. . Grandvilliers: Éditions Delattre. 2011: 160p. ISBN 978-2-36464-002-3 （法语）.
28. ↑  blog.visitbayonne.com. . blog.visitbayonne.com. 2015-11-26  [2020-12-12]. （原始内容存档于2021-01-10）.
29. ↑  René Courant. . Menton: Éditions du Cabri. 1982: 192p. ISBN 2-903310-22-X （法语）.
30. ↑  Paul Jankowski. . Paris: Fayard. 1999: 467p. ISBN 2-213-60645-5 （法语）.
31. ↑  Claude Duhau. . Paris: C. Duhau. 2000: 270p. ASIN B000WYMCSM （法语）.
32. ↑  ahicf.com. . ahicf.com. 2018-05-22  [2020-12-12]. （原始内容存档于2021-01-30）.
33. ↑  francebleu.fr. Manon Klein, France Bleu Pays Basque, France Bleu Gascogne, France Bleu , 编. . francebleu.fr. 2020-10-28  [2020-12-12]. （原始内容存档于2021-02-20）.
34. ↑  francebleu.fr. Nathalie Bagdassarian, France Bleu Pays Basque , 编. . francebleu.fr. 2020-07-17  [2020-12-12]. （原始内容存档于2021-02-20）.

地理类
1. ↑  BRGM (编).  (pdf). ficheinfoterre.brgm.fr.   [2020-12-16]. （原始内容存档 (PDF)于2021-01-17）.
2. ↑  . National Inventory of Natural heritage website.   [2018-08-31]. （原始内容存档于2021-01-17）.
3. ↑  touradour.com. . touradour.com.   [2020-12-12]. （原始内容存档于2021-01-17）.
4. ↑  . Institution Adour website.   [2018-08-31]. （原始内容存档于2018-12-14） （英语）.
5. ↑  parcsetjardins.fr. . parcsetjardins.fr.   [2020-12-16]. （原始内容存档于2021-01-17） （法语）.
6. ↑  fr.climate-data.org. . fr.climate-data.org.   [2020-12-16]. （原始内容存档于2021-01-17） （法语）.
7. ↑  insee.fr. . insee.fr.   [2020-12-14]. （原始内容存档于2018-07-24） （法语）.
8. ↑  sig.ville.gouv.fr. . sig.ville.gouv.fr.   [2020-12-14]. （原始内容存档于2021-01-10） （法语）.
9. ↑  basque-bondissant.com. . basque-bondissant.com.   [2020-12-15]. （原始内容存档于2021-02-20） （法语）.
10. ↑  transports.nouvelle-aquitaine.fr. . transports.nouvelle-aquitaine.fr.   [2020-12-15]. （原始内容存档于2021-01-10） （法语）.
11. ↑  francebleu.fr. Olivier Uguen , 编. . francebleu.fr. 2017-06-29  [2020-12-15]. （原始内容存档于2021-01-17） （法语）.
12. ↑  garesetconnexions.sncf. . garesetconnexions.sncf.   [2020-12-14]. （原始内容存档于2021-01-17） （法语）.
13. ↑  TER Nouvelle-Aquitaine. . ter.sncf.fr.   [2020-12-14]. （原始内容存档于2021-02-20） （法语）.
14. ↑  ressources.data.sncf.com. . ressources.data.sncf.com.   [2020-12-15] （法语）.
15. ↑  biarritz.aeroport.fr. . biarritz.aeroport.fr.   [2020-12-14]. （原始内容存档于2021-02-20） （法语）.
16. ↑  objectifaquitaine.latribune.fr. . objectifaquitaine.latribune.fr. 2020-02-24  [2020-12-16]. （原始内容存档于2021-01-17） （法语）.
17. ↑  chronoplus.eu. . chronoplus.eu.   [2020-12-14]. （原始内容存档于2021-02-10） （法语）.
18. ↑  sudouest.fr. . sudouest.fr. 2019-09-02  [2020-12-16]. （原始内容存档于2021-01-10） （法语）.
19. ↑  trambus-paysbasque.fr. . trambus-paysbasque.fr.   [2020-12-16]. （原始内容存档于2021-03-04） （法语）.
20. ↑  chronoplus.eu. . chronoplus.eu.   [2020-12-15]. （原始内容存档于2021-02-20） （法语）.
21. ↑  Cassini. . cassini.ehess.fr.   [2020-12-11]. （原始内容存档于2021-01-17） （法语）.

社科类
1. ↑  bayonne.fr. . bayonne.fr.   [2020-12-15]. （原始内容存档于2021-01-17） （法语）.
2. ↑  bayonne.fr. . bayonne.fr.   [2020-12-15]. （原始内容存档于2021-02-20） （法语）.
3. ↑  communaute-paysbasque.fr. . communaute-paysbasque.fr.   [2020-12-15]. （原始内容存档于2021-02-20） （法语）.
4. ↑  . linternaute.com.   [2020-12-14]. （原始内容存档于2021-01-17） （法语）.
5. ↑  elections.interieur.gouv.fr. . elections.interieur.gouv.fr.   [2020-12-16]. （原始内容存档于2021-01-10） （法语）.
6. ↑  Liste du maire sortant ou de la maire sortante
7. ↑  （法文）EMP T2，Activité et emploi de la population de 15 à 64 ans par sexe et âge en 2011.
8. ↑  . communaute-paysbasque.fr.   [2020-12-16]. （原始内容存档于2021-01-22） （法语）.
9. ↑  Manageo (编). . manageo.fr.   [2020-12-14]. （原始内容存档于2021-02-20） （法语）.
10. ↑  INSEE, Dossier complet - Commune de Bayonne (64102), EMP T7 - Emplois par catégorie socioprofessionnelle en 2017 （法文）
11. ↑  INSEE, Dossier complet - Commune de Bayonne (64102), EMP T8 - Emplois selon le secteur d'activité - Industrie / Construction （法文）
12. ↑  aquitaineonline.com (编). . aquitaineonline.com. 2013-04-11  [2020-12-15]. （原始内容存档于2021-01-17） （法语）.
13. ↑  INSEE, Dossier complet - Commune de Bayonne (64102), EMP T8 - Emplois selon le secteur d'activité - Commerce, transports, services divers （法文）
14. ↑  INSEE, Dossier complet - Commune de Bayonne (64102), EMP T8 - Emplois selon le secteur d'activité - Administration publique, enseignement, santé, action sociale （法文）
15. ↑  Le Figaro (编). . entreprises.lefigaro.fr.   [2020-12-14]. （原始内容存档于2021-01-17） （法语）.
16. ↑  JDN (编). . journaldunet.fr.   [2020-12-14]. （原始内容存档于2021-01-17） （法语）.
17. ↑  JDN (编). . journaldunet.fr.   [2020-12-14]. （原始内容存档于2021-01-17） （法语）.
18. ↑  JDN (编). . journaldunet.fr.   [2020-12-14]. （原始内容存档于2021-02-20） （法语）.
19. ↑  ac-bordeaux.fr. . ac-bordeaux.fr.   [2020-12-14]. （原始内容存档于2020-04-06） （法语）.
20. ↑  . linternaute.com.   [2020-12-14]. （原始内容存档于2021-02-20） （法语）.
21. ↑  . villedata.fr.   [2020-12-14]. （原始内容存档于2021-02-20） （法语）.
22. ↑  . classement-lycees.etudiant.lefigaro.fr.   [2020-12-16]. （原始内容存档于2021-01-10） （法语）.
23. ↑  . linternaute.com.   [2020-12-14]. （原始内容存档于2021-01-17） （法语）.
24. ↑  FHF. . etablissements.fhf.fr.   [2020-12-14]. （原始内容存档于2021-02-20） （法语）.
25. ↑  . linternaute.com.   [2020-12-14]. （原始内容存档于2021-02-20） （法语）.
26. ↑  . communaute-paysbasque.fr.   [2020-12-16]. （原始内容存档于2021-01-17） （法语）.
27. ↑  . communaute-paysbasque.fr.   [2020-12-16]. （原始内容存档于2021-01-17） （法语）.
28. ↑  . linternaute.com.   [2020-12-14]. （原始内容存档于2021-02-20） （法语）.
29. ↑  . communaute-paysbasque.fr.   [2020-12-15]. （原始内容存档于2021-01-17） （法语）.
30. ↑  . communaute-paysbasque.fr.   [2020-12-15]. （原始内容存档于2021-02-20） （法语）.
31. ↑  . communaute-paysbasque.fr.   [2020-12-15]. （原始内容存档于2021-01-25） （法语）.
32. ↑  . linternaute.com.   [2020-12-15]. （原始内容存档于2021-01-17） （法语）.
33. ↑  linternaute (编). . linternaute.   [2020-12-15]. （原始内容存档于2021-02-20） （法语）.
34. ↑  linternaute (编). . linternaute.   [2020-12-15]. （原始内容存档于2021-01-17） （法语）.
35. ↑  demarchesadministratives.fr. . demarchesadministratives.fr.   [2020-12-15]. （原始内容存档于2021-02-20） （法语）.
36. ↑  demarchesadministratives.fr. . demarchesadministratives.fr.   [2020-12-15]. （原始内容存档于2021-01-17） （法语）.
37. ↑  sdis64.fr. . sdis64.fr.   [2020-12-15]. （原始内容存档于2021-01-22） （法语）.
38. ↑  . linternaute.com.   [2020-12-14]. （原始内容存档于2021-01-17） （法语）.
39. ↑  . bayonne.fr.   [2020-12-16]. （原始内容存档于2021-01-17） （法语）.
40. ↑  . communaute-paysbasque.fr.   [2020-12-16]. （原始内容存档于2021-02-20） （法语）.
41. ↑  . communaute-paysbasque.fr.   [2020-12-16]. （原始内容存档于2021-01-26） （法语）.
42. ↑  . Délégation pour l’Action Extérieure des Collectivités Territoriales (Ministère des Affaires étrangères).   [2020-12-16]. （原始内容存档于2016-01-02） （法语）.

文化类
1. ↑  原文：une grande croix blanche surmontée d'une couronne qui se transforme en fleur de lys dans les cieux
2. ↑  . univ-pau.fr.   [2020-12-14]. （原始内容存档于2021-02-02） （法语）.
3. ↑  France 3 Nouvelle-aquitaine (编). . france3-regions.francetvinfo.fr.   [2020-12-14]. （原始内容存档于2021-01-17） （法语）.
4. ↑  francebleu.fr (编). . francebleu.fr.   [2020-12-16]. （原始内容存档于2021-02-13） （法语）.
5. ↑  eke.eus (编). . eke.eus.   [2020-12-16]. （原始内容存档于2021-02-20） （法语）.
6. ↑  tvpi.fr (编). . tvpi.fr.   [2020-12-16]. （原始内容存档于2021-01-10） （法语）.
7. ↑  . mediatheque.bayonne.fr.   [2020-12-14]. （原始内容存档于2021-01-17） （法语）.
8. ↑  . commune-mairie.fr.   [2020-12-16]. （原始内容存档于2021-02-20） （法语）.
9. ↑  . voyages.michelin.fr.   [2020-12-16]. （原始内容存档于2021-01-15） （法语）.
10. ↑  . guide-du-paysbasque.com.   [2020-12-16]. （原始内容存档于2021-02-20） （法语）.
11. ↑  FÉDÉRATION FRANÇAISE DE RUGBY (编). . competitions.ffr.fr.   [2020-12-16]. （原始内容存档于2021-01-17） （法语）.
12. ↑  surlatouche.fr (编). . surlatouche.fr.   [2020-12-16]. （原始内容存档于2019-06-08） （法语）.
13. ↑  FÉDÉRATION FRANÇAISE DE RUGBY (编). . competitions.ffr.fr.   [2020-12-16]. （原始内容存档于2021-01-17） （法语）.
14. ↑  FÉDÉRATION FRANÇAISE DE FOOTBALL (编). . fff.fr.   [2020-12-14]. （原始内容存档于2020-12-12） （法语）.
15. ↑  sportmob.com (编). . sportmob.com.   [2020-12-14]. （原始内容存档于2021-01-17） （法语）.
16. ↑  diocese64.org. . diocese64.org.   [2020-12-13]. （原始内容存档于2021-01-17）.
17. ↑  pop.culture.gouv.fr. . pop.culture.gouv.fr.   [2020-12-13]. （原始内容存档于2021-02-01）.
18. ↑  patrimoine.tourisme64.com. . patrimoine.tourisme64.com.   [2020-12-13]. （原始内容存档于2021-01-17）.
19. ↑  Bernard Goïty. Secrétariat de l’Évêché de Bayonne , 编. . Bayonne. 2007 （法语）.
20. ↑  desdomesetdesminarets.fr. . desdomesetdesminarets.fr. 2014-03-21  [2020-12-15]. （原始内容存档于2021-01-17）.
21. ↑  bayonne.fr. . bayonne.fr.   [2020-12-16]. （原始内容存档于2021-02-20）.
22. ↑  bayonne.fr. . bayonne.fr.   [2020-12-16]. （原始内容存档于2021-02-20）.
23. ↑  irqualim.fr. . irqualim.fr.   [2020-12-16]. （原始内容存档于2020-09-25） （法语）.
24. ↑  observatoiredelafranchise.fr. . observatoiredelafranchise.fr. 2011-10-07  [2020-12-16]. （原始内容存档于2021-01-17） （法语）.
25. ↑  restaurant.michelin.fr. . restaurant.michelin.fr.   [2020-12-16] （法语）.
26. ↑  sudouest.fr. . sudouest.fr. 2016-08-15  [2020-12-16]. （原始内容存档于2021-01-10） （法语）.
27. ↑  . jumelage.xyz.   [2020-12-16]. （原始内容存档于2021-02-20） （法语）.
28. ↑  Richman, Sheldon. . The Library of Economics and Liberty. 2000  [2018-08-31]. （原始内容存档于2021-02-20）.
29. ↑  （简体中文）杨建军，王美红主编. 《诺贝尔奖百年大典》 第4卷 1961-1980. 通辽市：内蒙古少年儿童出版社, 2002.02. 第311-312页
30. ↑  . Sports Illustrated. 2018-07-15  [2018-07-15]. （原始内容存档于2019-05-20） （英语）.

### 综合性资料
1. 1 2 3  communes.com. . communes.com.   [2020-12-14]. （原始内容存档于2021-01-17） （法语）.
2. 1 2 3 4 5 6 7 8 9 10 11 12 13 14 15 16  Géoportail. . Géoportail.   [2020-12-14]. （原始内容存档于2017-01-29） （法语）.
3. 1 2 3 4 5 6 7 8  Eugène Goyheneche, Le Pays basque : Soule, Labourd, Basse-Navarre （法文）
4. 1 2 3  . infoclimat.fr.   [2020-12-16]. （原始内容存档于2021-01-17） （法语）.
5. 1 2 3 4  Le Monde (编). . lemonde.fr.   [2020-12-14]. （原始内容存档于2021-03-15） （法语）.
6. 1 2  . linternaute.fr.   [2020-12-14]. （原始内容存档于2021-02-20） （法语）.
7. ↑  , 2017-12-27, OL 1154004A, Wikidata Q156616
8. ↑  , 法国国家统计与经济研究所, 2018-12-27, Wikidata Q63330390, （原始内容存档于4 January 2019） （法语）
9. 1 2  （法文）POP T2M - Indicateurs démographiques （页面存档备份，存于）
10. 1 2 3  . linternaute.com.   [2020-12-14]. （原始内容存档于2021-01-17） （法语）.